# Cyberpunk 2077
Cyberpunk 2077 es un videojuego de rol de acción de disparos en primera persona desarrollado por CD Projekt RED y publicado por CD Projekt que se lanzó para Microsoft Windows, PlayStation 4 y Xbox One el 10 de diciembre de 2020, y posteriormente en PlayStation 5, Xbox Series X|S y Google Stadia el 15 de febrero de 2022 y finalmente en Nintendo Switch 2 el 5 de junio de 2025. Siendo una adaptación del juego de rol Cyberpunk 2020 de Mike Pondsmith, se establece cincuenta y siete años más tarde en la ciudad distópica de Night City, California. Es un mundo abierto con seis distritos diferentes, con una perspectiva de primera persona y los jugadores asumen el papel del personaje personalizable llamado V, quienes pueden mejorar sus estadísticas con experiencia. V tiene un arsenal de armas y opciones para combate cuerpo a cuerpo, los cuales pueden ser modificados.
La historia sigue la lucha de V, un mercenario de Night City que lidia con las consecuencias de un atraco que salió mal y que resulta en un biochip experimental cibernético que contiene un engrama de la legendaria estrella de rock y terrorista Johnny Silverhand, que amenaza con sobrescribir lentamente la mente de V. A medida que avanza la historia, V y Silverhand deben trabajar juntos para encontrar una manera de separarse y salvar la vida de V.
El videojuego fue desarrollado por CD Projekt RED, un estudio interno dentro de CD Projekt, usando el motor de videojuegos REDengine 4. Lanzaron una nueva división en Breslavia y se asociaron con Digital Scapes, Nvidia, QLOC y Jali Research para ayudar al desarrollo. El personal excede el número de los que trabajaron en The Witcher 3: Wild Hunt. Durante el evento E3 de 2019, se declaró la fecha oficial del lanzamiento del videojuego, y además se reveló que el actor Keanu Reeves formaría parte del elenco de personajes que tendrían relevancia en el transcurso del videojuego. Estos datos fueron presentados por el mismo actor en la presentación del videojuego en el evento E3, siendo el conductor del evento del videojuego.
Cyberpunk 2077 recibió elogios de la crítica por su narrativa, ambientación y gráficos. Sin embargo, algunos de sus elementos de juego recibieron respuestas mixtas, mientras que sus temas y representación de personajes transgénero recibieron algunas críticas. También ha sido muy criticado por los numerosos bugs, particularmente en las versiones de consola que sufrían problemas de rendimiento. En octubre de 2023, el videojuego había vendido más de 25 millones de unidades. Una expansión, Phantom Liberty, tuvo programado su estreno el 26 de septiembre de 2023 para la PC y en PlayStation 5 y Xbox Series X|S y vendió 3 millones de unidades una semana después de su lanzamiento. Su costo total de desarrollo y comercialización (incluidas actualizaciones y DLC) supera los $436 000 000, lo que lo convierte en uno de los videojuegos más caros de desarrollo. Una secuela del videojuego ha sido anunciada y está actualmente en desarrollo.

## Jugabilidad

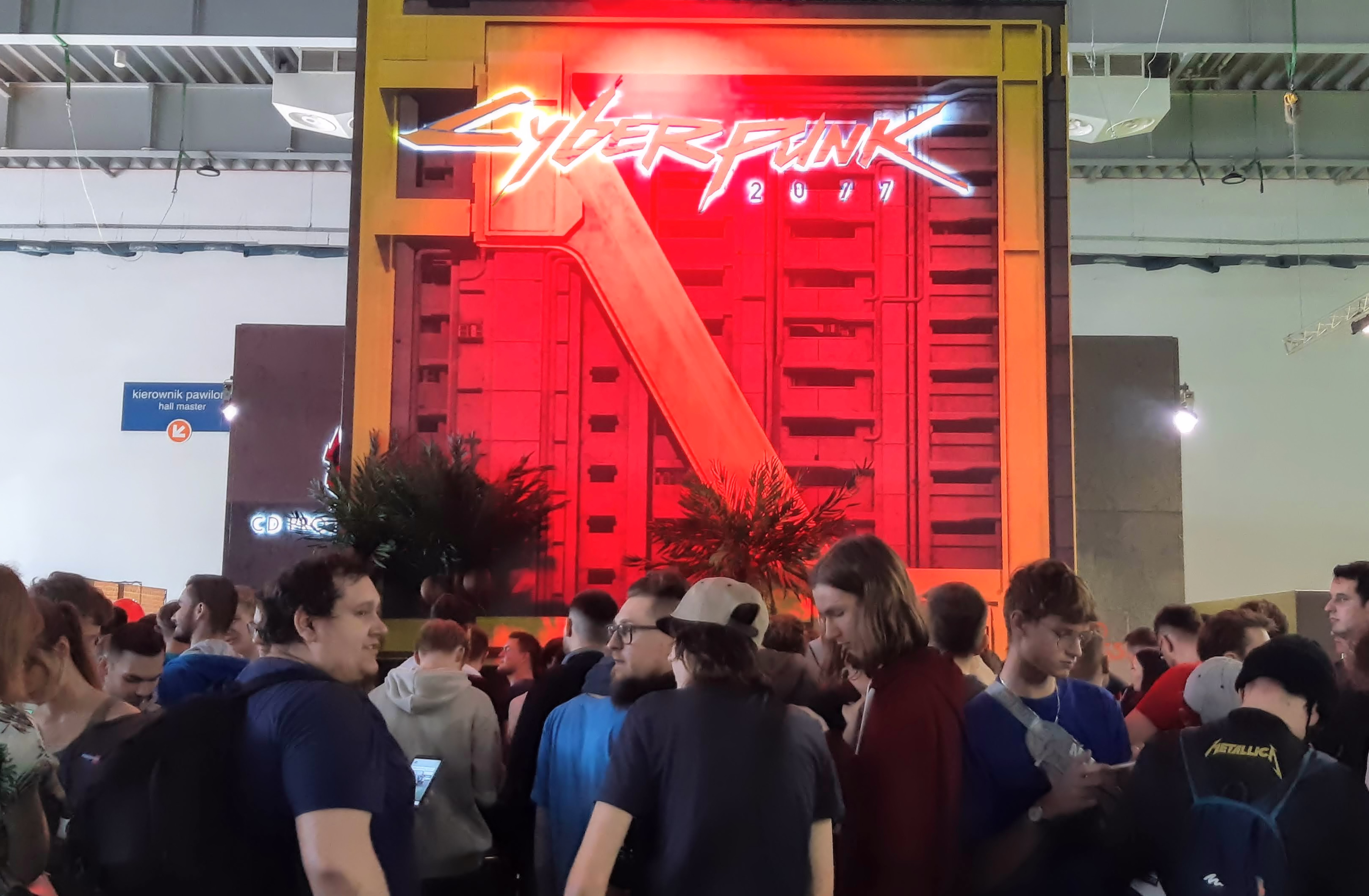
Exposición de lanzamiento del juego.

Cyberpunk 2077 es un videojuego de rol en primera persona. Cada aspecto del jugador como V (voz, rostro, peinados, tipo de cuerpo y modificaciones, antecedentes y vestimenta) es personalizable. Las categorías de estadísticas (cuerpo, inteligencia, reflejos, técnica y genial) están influenciadas por las clases de personajes que asumen los jugadores, que son netrunner (hackeo), techie (maquinaria) y solo (combate). V debe consultar a un "ripperdoc" para actualizar y comprar implantes de software cibernético; los mercados negros ofrecen habilidades de grado militar y la rareza de cualquier equipo se muestra mediante un sistema de niveles de colores. V puede cubrirse, apuntar, correr, saltar, hacer doble salto y deslizarse. Los ataques cuerpo a cuerpo se pueden manejar con armas de combate cuerpo a cuerpo y hay tres tipos de armas a distancia, todas las cuales pueden personalizarse y modificarse: potencia (estándar), tecnológica (que penetra en los muros y enemigos) e inteligente (con balas direccionales). Las armas a distancia están equipadas para rebotar balas en la dirección de un objetivo y ralentizarlas en el tiempo bala. Se pueden infligir y resistir cuatro tipos de daño: físico, térmico, PEM y químico. El uso de armas aumenta la precisión y la velocidad de recarga, que se manifiestan en las animaciones de los personajes; mientras que los armeros reparan y mejoran las armas. El juego se puede completar sin matar a nadie, con opciones no letales para armas y software cibernético.
Ambientado en el mundo abierto en la ciudad de Night City, California, V navega por estas ubicaciones a pie y en vehículos, que están sujetos a una vista en tercera o en primera persona. Los peatones son vulnerables a las colisiones de vehículos. Dependiendo de la ubicación, se puede alertar a las fuerzas del orden si V comete un delito. Hay estaciones de radio disponibles para escuchar. El videojuego presenta personajes que no hablan inglés y los jugadores que no hablan los idiomas pueden comprar implantes traductores para comprenderlos mejor; dependiendo del avance de los implantes, la calidad de las traducciones variará, con implantes más caros que ofrecen traducciones más precisas. "Braindance" es un dispositivo que le permite a V experimentar las experiencias de otras personas. Los diálogos ramificados permiten la interacción con los personajes no jugables y las acciones en las misiones. Los puntos de experiencia se obtienen de las misiones principales y alimentan las estadísticas; mientras que las misiones secundarias producen "credibilidad callejera" (o reputación), desbloqueo de habilidades, vendedores, lugares y misiones adicionales. Estas misiones se adquieren de personajes conocidos como fixers (reparadores). A lo largo del juego, V recibe la ayuda de varios compañeros. Los consumibles, como los refrescos, se utilizan para curar y los objetos se pueden inspeccionar en el inventario de V. Los minijuegos incluyen piratería, boxeo, carreras de autos, artes marciales y campos de tiro. Habrá diferentes finales basados en la agencia del jugador y su elección. Originalmente anunciado para su lanzamiento en modo multijugador, CD Projekt decidió más tarde centrarse en sus aspectos del modo un jugador. Tendrá un Modo Foto para que los jugadores puedan inmortalizar escenarios o situaciones concretas de sus personajes.

## Argumento
Night City es una megaciudad estadounidense en el estado libre del norte de California, controlada por corporaciones y sin ser atacada por las leyes tanto del país como del estado. Ve el conflicto de las guerras de pandillas desenfrenadas y sus entidades gobernantes compitiendo por el dominio. La ciudad depende de la robótica para aspectos cotidianos como la recolección de residuos, el mantenimiento y el transporte público. Su identidad visual se deriva de las cuatro épocas que atravesó: en tropismo austero, kitsch colorido, neomilitarismo imponente y neokitsch opulento. La falta de vivienda abunda, pero no excluye la modificación cibernética para los pobres, lo que da lugar a la adicción a los cosméticos y la consiguiente violencia. Estas amenazas son tratadas por la fuerza armada conocida como Psycho Squad, mientras que Trauma Team se puede emplear para servicios médicos rápidos. Debido a la constante amenaza de daño físico, todos los ciudadanos pueden portar armas de fuego abiertamente en público.

### Modo historia
El juego comienza con la selección de uno de los tres caminos de la vida para el pasado de V (Gavin Drea o Cherami Leigh): Nómada, Muchacho de la calle o Corpo. En los primeros caminos de la vida, V se hace amigo del matón local Jackie Welles (Jason Hightower), mientras que en el tercero, Welles es un viejo amigo.
- Nómada: V abandona su clan disuelto y se traslada a la gran ciudad por primera vez. V creció en Badlands, habiendo sido parte del clan nómada Bakkers. Dejaron a la familia después de que se fusionara con Snake Nation, lo que los llevó a buscar una nueva vida. No mucho después, V se puso en contacto con Welles, que necesitaba un nómada para pasar contrabando de Arasaka Corporation a través de la frontera de California hasta Night City. Mientras viajaba al punto de encuentro, V se vio obligado a detenerse en la ciudad de Yucca, en el sur de California, para reparar su automóvil, el Thorton Galeana "Rattler". Después de que un mecánico local lo repara y el sheriff local lo echó de la ciudad, V contactó a un viejo amigo del clan Bakkers para localizar a Welles. Como último favor a V por ser familia, lo cumplió. V finalmente se puso en contacto con Welles y una vez que cargaron la carga en el Rattler, fueron directamente al cruce fronterizo. Se las arreglan para cruzar sin problemas, pero descubren que todo era una trampa. Un convoy de Arasaka Corporation los estaba esperando al otro lado de la frontera, obligando a V y Welles a huir a toda velocidad con el Rattler a través de Biotechnica Flats. Después de perderse de ellos y refugiarse en un garaje abandonado, V y Welles descubrieron que estaban contrabandeando una iguana viva. Aunque originalmente planeó deshacerse de ellos sin su dinero, Welles se ofreció a ayudar a V a establecerse en Night City y dividir sus ganancias vendiendo la iguana a otra parte, lo que al mismo V aceptó y lo llevó a su amistad.

- Muchacho de la calle (Buscavidas): V vuelve a casa en Night City después de unos dos años viviendo en Atlanta. V creció en el Distrito Heywood de Night City, criado por las pandillas. Aunque inicialmente se fueron a Atlanta hace dos años, regresaron a Night City después de darse cuenta de que no iba a funcionar. Mientras se recuperaba de una pelea en El Coyote Cojo, V acordó ayudar al cantinero, Pepe Najarro (Ronan Summers), a saldar una deuda con un fixer llamado Kirk Sawyer (Derek Hagen). A cambio de pagar la deuda, Kirk envió a V a robar un Rayfield Aerondight de un agente corporativo. Después de recibir un aventón de su viejo amigo Sebastian "Padre" Ibarra (Al Rodrigo), V procedió con el trabajo de Kirk. Cuando logra entrar y encender el automóvil, Welles detuvo a V, quien también intentaba robar el vehículo. Sin embargo, fueron rápidamente rodeados por la policía de Night City, dirigido por el oficial Henry Stints y fueron arrestados. El propietario del vehículo Kaoru Fujioka, al enterarse de lo sucedido, ordenó a Stints y a sus hombres que los ejecutaran, pero en cambio, fueron noqueados y dejados ensangrentados en un callejón de Heywood. Después de la terrible experiencia, V y Welles se presentan correctamente y este último reveló que las amenazas de Kirk en realidad eran vacías. Cuando Welles lo invita a comer, V aceptó vacilante, lo que llevó a su amistad.

- Corpo: V es despedido repentinamente de su trabajo en Arasaka Corporation como resultado del juego de poder incompetente de su supervisor. V se crio en una familia corporativa de Charter Hill, Night City. V se volvió capacitado en creación y mantenimiento de redes de inteligencia, establecimiento de defensa de activos corporativos en caso de conflicto armado y análisis de impacto de crisis. Su superior, Arthur Jenkins (Alec Newman), fue una de las principales razones por las que V era un agente operativo de contrainteligencia de alto rango en la Torre Arasaka en Corpo Plaza. Trabajaron para Arasaka Corporation y durante un período de dos años de servicio activo, habían completado seis operaciones defensivas y cinco ofensivas. Su última asignación fue un reconocimiento completo de una instalación de Asaraka Corporation en Watson. V había rastreado e interceptado a un espía de Baskin Undercover Inc., se sospechaba que el espía trabajaba bajo las órdenes de Militech Corporation. V había probado que eran un efectivo operativo autónomo; inteligentes y ambiciosos, siempre se comprometieron a completar las tareas y nunca mostraron deslealtad a Arasaka Corporation. Sin embargo, mostraron altos niveles de estrés y durante la filtración de Frankfurt, a Jenkins se le encargó lidiar con la situación después de asesinar a varios representantes de la Euro Space Agency sin la aprobación oficial de su superior, Susan Abernathy. Jenkins le encargó a V que asesinara a Abernathy, quien le había robado su posición. V llamó a su contacto callejero y viejo amigo Welles para reunirse en el Bar de Lizzie. Mientras estaba ahí, V discutió los detalles del trabajo, pero Welles no estaba dispuesto a hacerlo ni tampoco quería que V lo hiciera. Durante la conversación, los dos fueron acorralados por agentes de Arasaka Corporation bajo el mando de Abernathy, despojaron a V de su estatus corporativo y tomaron la información sobre Jenkins. Intentaron traer a V también, pero cedieron después de ser amenazados por Welles. V lamentó que su vida efectivamente hubiera terminado, pero Welles afirmó que finalmente estaban libres del mundo corporativo. Al final, permitió que V se quedara en su casa hasta que se recuperara.

Los tres caminos de la vida convergen en la misma secuencia de título, un montaje de las diversas aventuras de V y Welles con una netrunner, T-Bug (Cynthia Kaye McWilliams). V se quedó con Welles durante seis meses, haciendo trabajos de mercenarios juntos mientras mejoraban su reputación en la calle. Finalmente, V logró ahorrar suficiente dinero para alquilar un apartamento propio en el megaedificio H10.
En 2077, alrededor de la última semana de abril, después de haber completado un trabajo para Wakako Okada (Ren Hanami), el fixer local Dexter DeShawn (Michael-Leon Wooley) contrata a V y Welles para robar un misterioso biochip conocido como el Relic de Arasaka Corporation. Después de adquirir el Relic con la ayuda de Evelyn Parker (Kari Wahlgren) para localizar el biochip, el plan sale mal cuando se convierten en testigos inadvertidos del asesinato del líder de la megacorporación, Saburo Arasaka (Masane Tsukayama), a manos de su traicionero hijo Yorinobu Arasaka (Hideo Kimura). Yorinobu encubre el asesinato alegando que su padre había sido envenenado y desencadena una redada de seguridad, en la que T-Bug es asesinada por los netrunners de Arasaka Corporation. Se desata un tiroteo cuando V y Welles escapan, éste resulta fatalmente herido, la funda protectora del Relic está gravemente dañada y V se ve obligado a salvar el Relic insertando el biochip en el ciberware en su propia cabeza, mientras Welles muere por las heridas que recibió.
Al presenciar la atención no deseada de la policía, DeShawn se enfurece con V, lo traiciona y le dispara en la cabeza para dejarlo por muerto en un vertedero. Ahí, DeShawn se encuentra con el ex guardaespaldas de Saburo, Goro Takemura (Rome Kanda), quien este último le obliga a que le entregue el cuerpo de V para poder llevárselo ante Yorinobu. DeShawn trata de explicárselo, pero Goro lo termina matándolo. Debido a la presencia del Relic en su cuerpo, V resucita con éxito y se levanta del basurero. Malherido y decaído, le pide a Goro que lo ayude, pero a la mitad del camino, son perseguidos por los netrunners de Arasaka Corporation (enviados por Yorinobu) para asesinarlos, pero ambos logran liquidarlos en el proceso. Después del suceso fortuito, V y Goro corren rápidamente a la clínica del ripperdoc Viktor Vector (Michael Gregory) para poder recibir atención médica. Mientras Goro logra recuperarse con éxito de sus heridas, V pasa el resto de los días internado hasta que finalmente se recupera su condición.
Una vez que recupera la conciencia, V le cuenta a Vector sobre los "sueños" que vio dentro del Relic, pero Vector le explica que esos "sueños" eran en realidad, los recuerdos de Johnny Silverhand (Keanu Reeves), un famoso roquero revolucionario y exmiembro de la banda de rock Samurai, que dicen según rumores que murió durante un intento de ataque termonuclear en la Torre Arasaka en 2023 y V empieza a aprender de Vector que la bala de DeShawn había activado la nanotecnología en el chip, provocando que V y Silverhand sean resucitados, pero comenzando un proceso irreversible en el que los recuerdos y la personalidad de este último sobrescribirán los de V. El biochip ya no se puede quitar de su ciberware, por lo que le queda unos pocos meses de vida antes de su psique desaparezca. Misty Olszewski (Erica Lindbeck), la novia del difunto Welles y compañera de Vector, lleva a V de regreso a su apartamento para que descanse y se recupere. Más tarde a esa noche en su apartamento, el fantasma digital de Silverhand comienza a acechar y atacar a V, exigiéndole que se suicide para apoderarse de su cuerpo (tras darse cuenta de que sus mentes y movimientos están conectados), a pesar de algunas dificultades y luchas contra este engrama, V logra tomar las píldoras que Misty le había ofrecido.
Al reunirse con Goro, se le pidió a V que ayudara a testificar ante la heredera de Saburo, Hanako Arasaka (Alpha Takahashi) y exponer el crimen de su hermano Yorinobu. Al mismo tiempo, V y Silverhand decidieron investigar varias pistas para eliminar el Relic, incluidos Evelyn y su creador, Anders Hellman (Alec Newman). Con la ayuda de Judy Álvarez (Carla Tassara), miembro de las Mox, V localizó a Evelyn en una planta de energía custodiada por los Chatarreros en mal estado de salud precaria tras varios intentos de usarla en la producción de una grabación de una neuro para el mercado negro. Ellos la mantuvieron viva al usar múltiples neuros, obligándola a soportar situaciones indescriptibles una tras otra, después de que se enteraron de reconocer su potencial y de su neuro. V y Judy se las ingenian para colarse en el lugar para abrirse camino y rescatarla lo antes posible. Al llevarla al apartamento de Judy, esta trata de mantenerla bajo su cuidado hasta que comienza a mejorarse lentamente, pero por desgracia resultó en que no pudo superar los acontecimientos ocurridos, haciéndola llevar al suicidio. V se enteró en uno de sus neuros que Evelyn recuperó antes de su muerte revelando que los Hijos del Vudú (una pandilla del distrito de Pacífica) la contrataron inicialmente para robar el Relic, aunque solo para el engrama de Silverhand. Al reunirse con Placide (Lovensky Jean-Baptiste), acordaron ayudarlos a sortear el Blackwall a cambio de liberar a Brigitte y a Ti Neptune, quienes han sido secuestrados por Bryce Mosley (Shane Taylor), un agente de NetWatch quien este se infiltraba en su sistema y contactar a Alt Cunningham (Alix Wilton Regan), una brillante netrunner legendaria y exnovia de Silverhand.
V llega al Gran Imperial Mall y descubre por la transmisión de Placide que el lugar está infestado por cientos de miembros de la pandilla rival Animales (incluida la temible jefa Sasquatch), tanto adentro del edificio como por fuera en el garaje y en el atrio, hay una furgoneta Villefort Columbus V340-F Freight que está conectada mediante un cable grueso con una máquina de conexión CM1. Se desata un tiroteo mediante un baño de disparos intercambiados hasta que logra acabar con todos ellos; y una vez que se conecta el sistema informático, descubre que Mosley se encuentra en el área del cine en el nivel superior. Desafortunadamente, esto también le hizo darse cuenta de la presencia de V en el lugar. Mosley decide hackear las puertas y ventanas para evitar que V llegue al cine, pero Placide contrahackea a Mosley para ayudarlo en el proceso. Mosley empieza a tomar medidas drásticas y procede a tomar el control de la temible Sasquatch para que V no llegue a su ubicación, pero este consigue derrotar a Sasquatch en un duelo a muerte. Cuando V llega a la sala de proyección del cine para matarlo con el virus implementado por Placide, Mosley le revela antes de ser liquidado por V que los Hijos del Vudú planean traicionarlo en el proceso.
Después de haber completado el trabajo, se reúne con Placide en el Hotel de Batty y después de exigirle una explicación con él sobre la muerte de Neptune, Brigitte logra despertarse del hackeo rápido de Mosley y lleva a V a la Iglesia Bíblica Pacifica Serenity, el escondite secreto de la pandilla y la ubicación física de Rezo Agwe, su Fortaleza de Datos. Una vez conectado a la Fortaleza de Datos del Rezo Agwe, V se sumerge en el ciberespacio con Brigitte, quien le ayuda a revivir uno de los recuerdos inéditos de Silverhand. En el recuerdo, se entera de que en 2013, Cunningham había creado Soulkiller, una inteligencia artificial capaz de copiar las mentes de netrunners a través de sus enlaces neuronales. Sin embargo, el proceso destruyó el cerebro del objetivo y los netrunners de Arasaka Corporation (por medio de unos matones contratados por la megacorporación) secuestraron a Cunningham y la obligaron a crear su propia versión de Soulkiller.
Con el apoyo del periodista Lyle Thompson (Joseph May), Silverhand contrató a su examante Rogue Amendiares (Jane Perry) y a su amigo Santiago para liderar un esfuerzo de rescate para salvar a Cunningham. Al principio, Rogue se niega a querer involucrarse en el ataque, pero en medio de la conversación entre Silverhand y ambos, unos agentes de Arasaka Corporation irrumpen en el lugar, pero los derrotan y escapan en el proceso. Al dirigirse a un lugar seguro, deciden emprender el ataque y Silverhand organizó a sus aficionados para rebelarse contra Arasaka Corporation y comienza a llamar a Nancy "Bes Isis" Hartley (Kosha Engler) para informar de la rebelión, con el fin de distraer a la megacorporación. Justo entonces, Silverhand, Rogue, Santiago y Lyle irrumpen en la Torre Arasaka para encontrar a Cunningham y rescatarla, pero los netrunners de Arasaka Corporation ya habían usado el Soulkiller en ella. Silverhand mata sin ceremonias a Toshirō y posteriormente la desconecta de la computadora central, negándole a Cunningham el regreso a su cuerpo. Para gran locura de Silverhand, golpeó repetidas veces a Lyle, ya que este todavía estaba grabando para los medios de noticias y Silverhand tuvo que admitir que Cunningham ya estaba muerta.
Después de la reproducción y regresando al ciberespacio, V habla con Silverhand y este le revela que 10 años después buscó venganza a través de su intento de ataque termonuclear, pero los netrunners de Arasaka Corporation lo capturaron y usaron el Soulkiller en él también. Al regresar con Brigitte, esta lo lleva al Blackwall y lo envía a atravesarlo para que pueda hablar con ella (acompañado de Silverhand). Ella reconoce el engrama de Silverhand y lo lleva a él y al mismo V a un lugar seguro; les revela que no es más que una imagen de Cunningham y que en realidad no es ella misma. La IA rebelde explica a ambos que el engrama fue transferido a la Red durante la redada de 2013. Sin embargo, debido a que Silverhand desconectó la encarnación física de Cunningham mientras ella todavía estaba en la Red, su conciencia se separó del engrama dejando su mente atrapada en la Red mientras su cuerpo y su conciencia murieron en las manos de Silverhand.
Más tarde, después de haber contactado a Rogue (quien esta lo reconoce por el atraco fallido en el Konpeki Plaza) para buscar información sobre Hellman, esta se ofrece a ayudarlo después de pagarle unos €$15.000 eurodólares. Al adquirir el pago, Rogue le interrogó a V con la información de un AV perteneciente a Kang Tao Corporation que estaba transportando a una zona VIP hacia un lugar seguro y V expresa su preocupación por trabajar en Badlands. Rogue manda a V a emparejarse con Panam Palmer (Emily Zoo Weller), pero esta le pide que le ayude a recuperar su mercancía robada por los Raffen Shiv en Rocky Ridge y una vez que lo logran, Panam accede a ayudar a V en su captura contra Hellman de las fuerzas de Kang Tao Corporation. Planeando dejar en tierra el convoy aerotransportado, Panam y V irrumpieron en la estación de energía solar en Jackson Plains y modificaron los sistemas para convertirlos en un PEM, pero al no poder detenerlos, utilizaron un lanzacohetes para obligar al AV a realizar un aterrizaje forzoso. Sin embargo, Mitch Anderson (Martin McDougall) y Driss "Scorpion" Meriana (Noshir Dalal), los amigos cercanos de Panam, subestimaron a los guardias sobrevivientes de Kang Tao Corporation en el convoy estrellado y se apresuraron a entrar solos, provocando que Mitch fuera tomado como un rehén por un guardia sobreviviente y Scorpion termina siendo asesinado, causando que su muerte haga dejar a Panam completamente devastada y Hellman había logrado escapar de la emboscada junto a unos guardias de Kang Tao Corporation. V y Panam siguen a Hellman y al encontrarlo refugiado en una gasolinera, V se las ingenia para eliminarlos y encontrar a Hellman para capturarlo.
Unas horas después, Hellman abre el interrogatorio a V y le pregunta por su ubicación y si había sido enviado por Yorinobu. Una vez que V le reveló que el engrama de Silverhand lo estaba matando, Hellman tuvo que admitir que el proyecto no había salido de la fase de prueba cuando abandonó a
Arasaka Corporation y revela que la versión anterior del Relic se había utilizado para comunicarse con engramas previamente guardados, el prototipo había sido diseñado por encargo personal de Saburo para instalar y activar la construcción de personalidad en un cuerpo nuevo, "neuralmente indiferente".
Intrigado por el desafío científico que tenía por delante, Hellman conectó su enlace personal al de V e interrumpió el examen posterior para darle la noticia de que su red neuronal se había deteriorado hasta el punto de que ya no funcionaría sin el biochip. La única recomendación que tuvo fue un hospicio en Suecia para minimizar el dolor durante las etapas terminales, pero V se mostró reacio a aceptar esta sugerencia y él y Hellman se preguntaron mutuamente para obtener más detalles del Relic. Cuando quedó claro que V rechazó el hospicio, Hellman se ofreció a ayudarlo si lo acompañaba a Kang Tao Corporation o le dio los planos si pensaba que alguien más podría ayudarlo. En ese momento, el interrogatorio fue interrumpido por la llegada de Goro, quien había sido llamado previamente por V y quería a Hellman como testigo sobre el asesinato de Saburo debido a su estrecho contacto con Yorinobu en el tiempo anterior. Cuando V abandonó la habitación, llamó un tiempo más tarde a Goro para continuar con su propio interrogatorio y asuntos pendientes.
V y Goro se reunieron con Sandayu Oda (Noshir Dalal), el guardaespaldas de Hanako, para informarle de la traición de Yorinobu. Cuando se negó a creerles, gradualmente decidieron contactar a Wakako sobre el desfile conmemorativo de Yorinobu y comenzaron a hacer los preparativos para hacerlo. Después de lidiar con las fuerzas de seguridad y Oda, Goro se vio obligado a secuestrar a Hanako e hizo que V se reuniera con ella. Después de contarle lo que presenciaron, fueron atacados por las fuerzas de Arasaka Corporation lideradas por el cíborg Adam Smasher (Alec Newman), aunque V logró escapar de la emboscada. Momentos después, Arasaka Corporation se había vuelto lo suficientemente hábil en el uso de la tecnología Soulkiller para anunciar públicamente un programa “Asegure su alma” y el Relic surgió de la investigación secreta de Arasaka Corporation para completar el ciclo: escribir una copia digital de una mente en un cerebro humano vivo. Esto hace almacenar las mentes adquiridas por Soulkiller en su fortaleza digital Mikoshi, que se encuentra debajo de la Torre Arasaka.
Durante la reunión, el Relic comenzó a funcionar mal y obligó a V a abandonarla antes de tiempo. Con Silverhand tomando el control, lo llevó a la cirugía de Vector y se enteró de que el proceso del Relic estaba casi completo. Dado algo de tiempo para estar solos, V y Silverhand contemplaron qué opciones tenían. Finalmente, V hizo su última llamada para despedirse y decidió lo que iban a hacer.

### Finales
Dependiendo de las acciones del jugador a lo largo del juego, V puede elegir entre diferentes opciones.
- Secuencia 1: V acepta la oferta de Hanako. V se fue con Hanako y finalmente tuvo éxito en su búsqueda de expulsar a Yorinobu y quitar el biochip de V. Mientras estaba inconsciente, V se reunió con Silverhand, quien le dijo que habían tomado una decisión terrible y que, al extraer el chip, V perdería una parte de sí mismo. Después de pasar algunas semanas de tiempo de recuperación en una clínica en la Estación Orbital de Arasaka en el espacio, Hellman o Goro trajeron noticias de que la operación no había funcionado al final y que a V solo le quedaban seis meses de vida. Goro fue más específico al mencionar que V no vivirá para ver el invierno. Sin embargo, se le hizo una propuesta a V.
  - V acepta el contrato: V decide convertirse en engrama. Su psique estará encerrada en Mikoshi hasta que se encuentre un cuerpo adecuado.
  - V rechaza el contrato: V decide regresar a Night City y vivir los últimos seis meses que le quedan.

- Secuencia 2: V sigue el consejo de Silverhand o decide montar un ataque en solitario. Después de dar control sobre su cuerpo, Silverhand formó un equipo de ataque con Rogue y Crispin Weyland, chocando contra la Torre Arasaka con un AV y alcanzando a Mikoshi después de abrirse camino hacia abajo. De lo contrario, V entró en la Torre Arasaka por la puerta principal y se abrió camino hasta Mikoshi con la ayuda de Silverhand, solo para llegar a la Red. Si V termina vencido, muere si es derrotado en combate durante el asalto a la Torre Arasaka, donde se desarrollará igual que en la cuarta secuencia.

- Secuencia 3: V decide llamar a Panam para pedir ayuda. V pasó la noche con los Aldecaldos después de ser incluido en el clan. A la mañana siguiente, el convoy nómada asaltó el sitio de construcción de levitación magnética para acceder al túnel. Usando un Panzer, el grupo llegó a los niveles inferiores de la Torre Arasaka y finalmente encontró a Mikoshi. Una vez en la Red (al igual que en la segunda secuencia), V y Silverhand se encuentran con Cunningham, quien les dijo que a pesar de que finalmente se habían separado, el biochip había cambiado demasiado el cerebro de V y si regresaban morirían después de seis meses. En cambio, le aconsejó a Silverhand que regresara ya que el cuerpo no rechazaría su psique.
  - Silverhand se queda con el cuerpo de V: V siguió a Cunningham más allá del Blackwall y unos meses después de esos eventos, Silverhand decidió dejar Night City para comenzar una nueva vida; sintiéndose agradecido de volver a vivir, pero triste por cómo resultaron las cosas con respecto al destino de V. Esta decisión sucede al mismo tiempo en la tercera secuencia.
  - V regresa a su cuerpo (segunda secuencia): Silverhand siguió a Cunningham más allá del Blackwall y V se convirtió en una leyenda de Night City. Sabiendo el poco tiempo que le quedaba, V decide aprovecharlo al máximo. En algún momento durante los próximos dos meses, una persona misteriosa conocida como el Sr. Blue Eyes contrató a V para organizar un atraco en el Palacio de Cristal. En el día que V se fue al espacio, el Sr. Blue Eyes le prometió que si tenía éxito en su misión, ganaría más de lo que puede imaginar.
  - V regresa a su cuerpo (tercera secuencia): Silverhand siguió a Cunningham más allá del Blackwall y al menos un mes después del asalto, la mayoría de los Aldecaldos habían cruzado la frontera hacia SoCal con montones de tecnología procedente de Arasaka Corporation. V y los pocos Aldecaldos que aún no se habían ido estaban listos para irse de Night City también. Panam y Mitch le dicen a V que tienen contactos en Arizona que podrían ayudarlo con su condición. V al final se unió a los Aldecaldos en su viaje a la ciudad de Tucson.

- Secuencia 4: V decide “poner todo en paz”. V empieza a tirar las píldoras desde el techo, para gran confusión de Silverhand. V luego explica que será la forma más limpia y menos sangrienta, ya que si hacen cualquier otra cosa, la gente morirá. Silverhand le dice a V que la gente muere y así son las cosas, a lo que V le pregunta si valía la pena su sacrificio, pero Silverhand se queda callado. V también afirmó que al menos estarán al tanto de la muerte y Silverhand se sienta cerca de V, preguntando si estaban seguros, a lo que V responde que siempre y cuando Silverhand no tenga nada en contra. Este último estuvo de acuerdo con esto y después de mirar Night City por última vez y despedirse, la cámara se aleja de Night City cuando suena un disparo, lo que indica que V se ha suicidado.

### Phantom Liberty
La expansión Phantom Liberty es una nueva aventura de suspenso y espionaje para Cyberpunk 2077. La historia presenta a V enredado en un thriller de espionaje en un intento desesperado por salvar a la presidenta de NUSA.

## Personajes
- V: El protagonista (masculino o femenino) principal del videojuego e intenta hacer una leyenda en Night City. V había perdido prácticamente todo lo que tenía, hasta que conoce o se reencuentra con Welles (dependiendo de la elección del pasado del protagonista). Cuando es resucitado por el Relic que contiene los recuerdos y la personalidad de Silverhand (debido a que DeShawn lo ejecutó por la atención no deseada de la policía de Night City tras escapar de los netrunners de Arasaka Corporation), comienza a emprender una carrera contra el tiempo para poder encontrar la forma de separarse del biochip y salvar su propia vida.
- Johnny Silverhand: El protagonista secundario del videojuego y un veterano de las guerras centroamericanas, que se dice que murió en un intento de ataque termonuclear en la Torre Arasaka en 2023. Es influyente de la música icónica del rock y líder del famoso grupo Samurai. Al principio, V se resistía a las alucinaciones digitales de Silverhand (como un fantasma digital que sólo V lo podía ver), pero más tarde, construyen un buen aprecio y Silverhand ayuda al mismísimo V a que desatara un ataque contra la Torre Arasaka, para que use el Soulkiller y así, ser eliminado del cuerpo de V.
- Jackie Welles: Fue el protagonista secundario del videojuego y uno de los primeros compañeros de V, cuando este intentaba ser una leyenda en Night City. Desde joven, Welles se unió a la pandilla de los Valentinos, pero se marchó años después cuando su madre se dio cuenta de ello. Es un mercenario profesional que respeta a la gente del grupo. Durante el robo del Relic, Welles muere por las secuelas de sus heridas tras recibir impacto de bala cuando lograron escapar de los netrunners de Arasaka Corporation.
- T-Bug: También conocida como Bug, es una de las netrunners más renombradas de Night City. Es compañera de V y Welles después de que se conocen o se reencuentran, viven aventuras juntos, pero muere asesinada por los netrunners de Arasaka Corporation en el robo del Relic.
- Viktor Vector: También conocido como Vik o Viky, es un antiguo amigo de Welles y el mejor ripperdoc de Watson, donde ofrece sus servicios en una pequeña clínica clandestina de Misty's Esoterica.
- Rogue Amendiares: Una mercenaria y fixer legendaria. Ella y su compañero Santiago son asesinos a sueldo y unos guardaespaldas, y en la calle se rumorea que son los mejores. Su única debilidad era su ex-amante Silverhand, ya que su relación apasionada y violenta se desintegró con una impresionante pelea, pero las cicatrices todavía no se le habían curado.
- Dexter DeShawn: También conocido como Dex, es uno de los fixers locales más conocidos en Night City. Fue quien contrató a V y Welles en el robo del Relic, pero cuando ellos son descubiertos por ser responsables del asesinato de Saburo, el jefe de Arasaka Corporation (a manos de su traicionero hijo Yorinobu), el plan salió mal y después de que se dio cuenta de esto, DeShawn se enfureció por la atención no deseada de la policía y le da por muerto a V, dejándolo en un vertedero. Ahí, DeShawn es asesinado por Goro, por su intervención en el robo del Relic (ya que le obligaba a DeShawn llevarse el cuerpo de V).
- Judy Álvarez: Es miembro de las Mox y una de los compañeros de V. Ella dirige la suite de neurodanza en el Bar de Lizzie y es conocida por negociar con los neuros ilícitos por el precio justo. Judy es una de los técnicos de neurodanzas más importantes de Night City y además, es respetada por sus habilidades, innovación y creatividad.
- Evelyn Parker: La empleada del Doll House, pero este peldaño en su carrera rápidamente la convirtió en algo permanente. La inteligencia y la ambición de Evelyn es lo que la llevan a exigir más en su vida.
- Panam Palmer: Una exmiembro del clan nómada Aldecaldos quien, luego de una disputa familiar, decidió vivir una vida más independiente como una mercenaria. Ella no estaba de acuerdo con Saúl Bright (el líder del clan), quien estaba tratando de llegar a un acuerdo con Biotechnica en su intento de mantener vivo al clan con un trabajo constante y lo desaprobó, creyendo que el clan debería permanecer independiente de las corporaciones. Esto llegó a un punto crítico cuando, debido a su actitud rebelde, finalmente dejó el clan y se mudó a Night City.
- Adam Smasher: Un sanguinario cíborg totalmente transformado que desempeña como jefe de seguridad. Aunque sea un mercenario, siempre ha sido leal a Arasaka Corporation. Es conocido por haber sido el infame rival de Morgan Blackhand en el pasado, pero los tiempos han cambiado y ha tenido que buscar espacio en Night City.
- Yorinobu Arasaka: El hijo menor de Saburo y Michiko, su tercera esposa y antiguamente, uno de los herederos de Arasaka Corporation. Tiene un hermanastro y una hermanastra, Kei (el hijo heredero y fruto de su primera esposa, Naomi) y Hanako (la hija y fruto de su segunda esposa, Ayako). Fue el responsable de haber matado a su padre, después de que encubriera el asesinato (ya que él alegaba que su padre había sido envenenado). Sin embargo, al día de hoy reniega su pasado e intenta combatir contra la megacorporación de su familia.
- Meredith Stout: Una agente de Militech Corporation que está ascendiendo en la escalera corporativa. Es impecable controlando operaciones financieras e ilegales. Lo que más le da ventaja es su capacidad para centrarse en sus objetivos y no tiene miedo de ensuciarse las manos. Si es necesario, buscará en todos los rincones de la ciudad persiguiendo a cualquiera lo suficientemente tonto como para meterse con la corporación.
- Hanako Arasaka: La tercera y única hija de Saburo, nacida de la tercera y última esposa de este último, Michiko, quien murió poco después debido a complicaciones causadas por el parto. Muchas personas la aman y a menudo, la describen como dulce y hermosa a los ojos de muchos empleados de Arasaka Corporation.
- Alt Cunningham: Una de las mejores netrunners de Night City durante las décadas de los años 2000 y 2010. Fue la novia de Silverhand y descrita como una mujer hermosa y talentosa; habiendo trabajado para ITS Corporation y siendo la desarrolladora del infame programa Soulkiller. Toda su vida cambió cuando fue secuestrada por Arasaka Corporation, quien la utilizó para crear una versión del programa para ellos y luego la convirtió en la primera víctima del programa. Ahora su conciencia existe sólo como un fantasma digital en la Red.
- Wakako Okada: Una de las mejores fixers de Westbrook y se encuentra siempre en su propia oficina en Japantown. Ella dirige un salón de pachinko y ha tenido cinco esposos a lo largo de su larga vida, sobreviviendo a todas las dificultades. Sus nueve hijos son todos miembros de alto rango de la pandilla Garras de Tygre, pero los mantiene estrictamente en línea para asegurarse de que nunca sean el objetivo de un trabajo elegido por otro fixer. Ella adpota una visión fríamente pragmática cuando sus miembros son asesinados por mercenarios, creyendo que solo los ambiciosos caerían en un destino tan ingnominioso. Wakako perdió a su nieto a manos de Arasaka Corporation, lo que ha desdeñado a la megacorporación.
- Lucius Rhyne: El anterior alcalde de Night City, cuyo ayuntamiento se encuentra en Heywood. El tiempo de Rhyne en la política lo convirtió en un hombre adinerado, pero pareció haber embotado sus ideales. Para 2076, la opinión pública sobre él se había dividido y era respetado como el salvador de la ciudad o vilipendiado como su político más corrupto. Muere tras ser implantado un virus en su braindance, después de que se activó el club Red Queen's Race.
- Weldon Holt: Miembro del Partido Devolucionista de Night City, ex vicealcalde y alcalde interino a candidato a la alcaldía de Night City. A pesar de que los comentaristas observaron que compartía muchas de las posturas políticas favorables a las corporaciones de Rhyne y que sería más o menos una continuación de la administración de este último, secretamente estaba al tanto de la verdadera naturaleza de su muerte. Para no dejar evidencia sobre la muerte de Rhyne, sobornó a la pandilla Animales para que destruyeran el club, pero no les pagó de manera oportuna. Algunos de los asociados de Holt también hablaron de que él recibió permiso para algunas de sus tácticas de campaña de "Los que estaban por encima de él".
- Jefferson Peralez: Miembro del Consejo Municipal de Night City y candidato a alcalde en las próximas elecciones. Se le presenta como un tipo idealista y antisistema que se opone al control corporativo del gobierno de la ciudad. Mantiene una relación muy fuerte con su esposa Elizabeth, valoran las opiniones de los demás y comparten aspiraciones políticas. Su ático, ubicado en el complejo Apartamentos de Lujo en Westbrook, se ha transformado completamente en una oficina. Sin embargo, a pesar de un compromiso tan firme con el trabajo y la campaña activa, la pareja todavía prioriza a la familia.
- Simon "Royce" Randall: Siendo también conocido como Royce, es uno de los líderes de la pandilla Maelstrom en Night City. Se le describe como un psicópata y se hizo con el control de una de las bandas clave en la ciudad por la fuerza. Es imposible de controlar e imposible de predecir, obligando al gamer espectador que no tiene la certeza de que Royce no vaya a sacar su pistola y disparar en la cabeza, solo porque sí.
- Kerry Eurodyne: Un artista musical de Night City, anteriormente conocido como vocalista y guitarra rítmica de la banda de rock Samurai. Entró con la visión de cambiar el mundo a través de la música, una que compartió con su mejor amigo Silverhand, pero sus perspectivas con respecto a la ejecución de este plan a menudo entraban en conflicto. Esto condujo a los múltiples intentos de Kerry de dejar la banda, que fueron casi exitosos en el lanzamiento de su propia carrera en solitario, pero finalmente, la compleja relación que tenía con su amigo siempre lo hizo retroceder.
- River Ward: Un ex detective del Departamento de Policía de Night City. Durante su juventud, él, sus hermanos y sus padres vivieron en una pequeña granja, antes de que el dominio de las megacorporaciones adquirieron la industria agrícola, obligando a River y su familia a vivir en los apartamentos de Night City. Sus padres habían sido asesinados por unos matones que irrumpieron en su tienda cuando intentaban buscar dinero dejando a River y su hermana Joss Kutcher solos, mientras que sus hermanos fueron enviados a un orfanato para que los cuidaran, pero la policía de Night City nunca atrapó a los matones que mataron a sus padres. Esto fue lo que lo obligó a convertirse en uno de los detectives de Night City.
- Saburo Arasaka: Fue el difunto fundador de Arasaka Corporation desde el año 1919, quien murió a manos de su hijo menor Yorinobu. Aunque era anciano y físicamente decrépito (debido a que está confinado a una silla de ruedas), continuaba siendo el genio que era en sus años más jóvenes desde que fundó la megacorporación. Su hijo mayor, Kei, es el presidente ejecutivo, pero Saburo siguió siendo el presidente del consejo y el auténtico poder pese a las apariencias. Sus padres fueron Sasai y Yui, mientras que sus tres esposas fueron Naomi, Ayako y Michiko.
- Harold Han: Un detective privado del Departamento de Policía de Night City y socio de River. Fue enviado por Holt para encubrir el asesinato de Rhyne luego trasladar el cuerpo del alcalde discretamente a su casa (alegando que murió por complicaciones cardíacas), para preservar la reputación de Rhyne, lo que evitaría que cualquier reacción negativa afectara las propias ambiciones de Holt.
- Misty Olszewski: Fue la novia de Welles y gerente de la tienda Misty's Esoterica, que se encuentra enfrente a la clínica de Vector.
- Placide: Es un miembro de alto rango de la pandilla Hijos del Vudú. Como la mayoría de ellos, era un netrunner dedicado que estaba decidido a descubrir los secretos de la Red.
- Buck Arnold: Un arrogante y vulgar miembro de la pandilla Calle 6 en Santo Domingo, descrito como un tipo de cuidado.
- César Diego Ruiz: Un pandillero luchador de los Valentinos quien estuvo casado con Micaela por no ser el más astuto con el dinero. Había gastado una buena parte de su ahorros en ciberware y personalizar un automóvil suyo al que llamó Vato, lo que generó constantes discusiones con Micaela.
- Razor Hughes: Un muchacho de la calle que se unió a la pandilla Animales y se convirtió en un atleta estrella y boxeador profesional. Él tiene patrocinadores corporativos de élite e implantes prototipo, optimizados por los mejores bioingenieros de Night City. Es tres veces campeón de pesos pesados de Night City y tiene un récord de 47 victorias consecutivas con 20 nocauts.
- Santiago: Un antiguo líder del clan nómada Aldecaldos y un hombre reservado y tranquilo, que a menudo se presentaba como un estereotipo nómada ligeramente crudo. Hasta cierto punto, cultivó esta imagen, en parte para engañar a la estática y en parte porque le dio una excusa para perseguir mujeres rápidas y motocicletas muy rápidas. También era considerado un hábil negociador y un hombre trabajador.
- Elizabeth Peralez: La esposa de Jefferson, abogada destacada y figura política de Night City. En 2077, dedicó la mayor parte de su tiempo a la organización de la campaña para la candidatura a la alcaldía de su marido y a pesar de eso, se muestra genuina y sincera.
- Goro Takemura: Fue anteriormente el guardaespaldas personal de Saburo. Es un hombre estoico de honor y ferozmente leal a Arasaka Corporation, pero se encuentra traicionado y fuera de su elemento en Night City.
- Sandayu Oda: El empleado corpo cibernético de Arasaka Corporation y ninja solitario,  asignado como guardaespaldas de Hanako. Se especializa en artes marciales y utiliza los aumentos de las garras mantis en combate.
- Kirk Sawyer: Un fixer de poca monta que opera en Heywood, que V lo conoce durante su pasado como Muchacho de la calle, después de que él amenazara al cantinero de El Coyote Cojo con arrancarle las piernas si no le pagaba la deuda. Un año después, volvió a contactar a V para que este robara un ciberware experimental de Militech Corporation directamente de Shanghái. Al regresar al punto de encuentro, V descubrió que Kirk y su compañero Big Joe ya habían sido asesinados por matones de los Valentinos.
- Henry Stints: Un inspector del Departamento de Policía de Night City que durante esos años, se encontró y detuvo a Welles más de una vez, al punto que se conocen desde hace un tiempo. En el pasado de V como Muchacho de la calle, durante los últimos meses en 2076, Stints y su escuadrón policíaco detuvieron a Welles y a V, quien a este último lo había estado investigando durante un tiempo al saber que las cosas no le resultaron allá en Atlanta. Al haber nacido y criado en Heywood, Stints se preocupaba hasta cierto punto por ellos (a pesar de ser criminales), por lo que prefería dejarlos libres en lugar de seguir las órdenes del cuerpo de policía de Night City sobre ejecutarlos.
- Arthur Jenkins: Miembro senior de la División de Contrainteligencia de Arasaka Corporation y el superior directo de V en el pasado como Corpo. A pesar de que trataba a V como si fuera su hijo o hija, los demás empleados de Arasaka Corporation estaban celosos de su relación. Siente un desprecio a Susan Abernathy, su superior, rival y directora de Operaciones Especiales. Según las afirmaciones de Jenkins, Abernathy lo traicionó y se abrió camino por sí misma, qcalumniándolo en el proceso cuando los dos trabajaban juntos en Osaka. Murió a manos de Abernathy y sus hombres, durante un año antes de que comenzara la historia del juego.
- Regina Jones: Una fixer y ex periodista que trabajó en la World News Service y después para la FTF Radio. Es de ascendencia china y fue considerada como la mentora de su compañero periodista Max Jones y ganó un arma única mejorada por IA llamada "Skippy" en un juego de póker, pero luego se la robaron. Su principal obsesión es tratar de ayudar a encontrar una cura para la ciberpsicosis y para hacerlo, decide acercarse a V para que este ataque y deba neutralizar a todos los ciberpsicópatas de Night City para ayudar en la investigación.
- Sebastián "Padre" Ibarra: Ex sacerdote de los Valentinos quien se convirtió en un fixer, una vocación más noble después de presenciar el baño de sangre en Moto Cielo. Es un hombre muy respetado y peligroso que opera en El Glen, uno de los barrios latinos de Heywood. V se familizó con él en su pasado como Muchacho de la calle, ya que Padre supo como V se había ido a Atlanta (su antiguo hogar) para hacerse cargo de algunos negocios.
- Muamar "El Capitán" Reyes: Un fixer que opera en Santo Domingo y fue un corpo en el pasado. Según él, afirma haberse ganado el apodo ayudando a la gente lo suficiente como para lograr un título digno de admiración, aunque su reputación callejera indica que en realidad, podría ser una referencia a la dificultad de su personaje. Es uno de los pocos que todavía tiene contacto con Falco, uno de los miembros de la tripulación edgerunner de David Martínez (protagonista del anime Cyberpunk: Edgerunners).
- Dino Dinovic: Un roquero que además de ser un fixer destacado de City Center, es bajista de Gloryhole Bandits, una banda inusual que vende todas las entradas disponibles para conciertos, pero nadie puede decir que los haya escuchado tocar. En su juventud, Dino tuvo la oportunidad de ver un concierto de la banda Samurai, durante el cual, como dice, Silverhand amenazó con herir gravemente a un grupo que había secuestrado y mantenido entre bastidores a menos que la banda consiguiera al menos tres bises. Aunque Dino era demasiado joven para haber conocido formalmente a Silverhand, admira sus acciones como una forma de estilo.
- Rosalind Myers: Ex directora ejecutiva de Militech Corporation durante casi una década, exmiembro del Cuerpo de Marines y actual presidenta de los Nuevos Estados Unidos de América. En 2069, tras haber sido elegida como presidenta, presentó un programa de unificación para extender el gobierno federal sobre los Estados Libres con el pretexto de fortalecer la Unión y en 2077, en la convención del Partido Federalista, anunció que buscaría un cuarto mandato en el cargo. Se dio a conocer el lema de su campaña como "Un retorno a la unidad", enfatizando su compromiso con la unificación en todos los frentes.
- Solomon Reed: Un agente experimentado de la Agencia Federal de Inteligencia en servicio activo. Sus innumerables misiones de inteligencia encubiertas lo convirtieron en un experto en descubrir espías y netrunners, extraer información y entrar en los lugares más seguros. Es extremadamente leal y tiene un increíble sentido del deber.
- Song "Songbird" So-mi: Una netrunner extremadamente talentosa que trabaja como analista de inteligencia para los Nuevos Estados Unidos de América y la mano derecha de la presidenta Myers. Su talento la convierte en uno de los activos más valiosos del gobierno, uno que necesitan de su lado para proteger la precaria posición del país.
- Alena "Alex" Xenakis: Una aspirante a actriz de Braindance y miembro de la Agencia Federal de Inteligencia. Sus formidables habilidades de actuación los impresionaron lo suficiente como para que Reed la reclutara y desde entonces, ha trabajado con la agencia en muchas operaciones encubiertas, convirtiéndose en una talentosa cambiaformas.
- Kurt Hansen: Un líder de la facción Barghest que opera en Dogtown al sur de Pacífica. Su experiencia militar no significa que solo actúe con violencia, ya que el agudo intelecto y la destreza estratégica de Hansen lo convierten en un formidable rival para sus enemigos. A pesar de que Hansen es un simple gánster terrorista, lo ven como un líder carismático que fue capaz de crear un paraíso a salvo de la influencia corporativa y policíaca.
- Yuri Bychkov: El teniente de Hansen y su camarada más cercano de los días de "Midnight Storm", la operación para ocupar Pacifica. Normalmente es un soldado leal, pero su reputación ha sufrido un duro golpe recientemente: cometió un grave error y empezó a hacer tratos a espaldas de Kurt.
- Paco Torres: Un novato recién reclutado de la facción Barghest que aprovecha al máximo cada oportunidad que se le presenta. Su extrema confianza combinada con la ingenuidad de la juventud le han llevado a intentar sacar partido de cada situación.
- Barbara "Babs" Okoye: Una soldado de la facción Barghest con varios años de experiencia a sus espaldas. Es sensible, pragmática y lo más importante, la mejor amiga de Paco. Acepta la mayoría de las cosas como son, no le gusta arriesgarse y prefiere seguir adelante y olvidar. Aterrizó en Dogtown después de que su ex la incriminara por traficar con BD infectados y desapareció rápidamente. Después de ese incidente, preferiría seguir adelante con la vida en paz y sin riesgos.
- Leon Raines: Un soldado de la facción Barghest que nació en una familia disfuncional en Dogtown. Fue convertido en una persona bastante temperamental y agresiva por luchar y ganarse sin respeto por la vida humana. Anteriormente trabajó para Militech Corporation, ya que haría sacrificio por todo el ejército y lo colmó con cientos de medallas.
- Aaron Waines: Un antiguo trabajador de Terra Cognita asignado al edificio Anatomicon. Posee un dispositivo de seguridad que fue instalado en secreto (ubicado en su oído interno) que le otorga a Angelica la capacidad de incapacitar efectivamente a Aaron, asegurando su derrota en rondas de boxeo predeterminadas.
- Stella Ramos: Una agente de policía de Night City, hija de Galina Valieva y la hermana mayor de Sasha Yakovleva (personaje de Cyberpunk: Edgerunners). Perdió a su madre debido a los efectos secundarios de los analgésicos Biotechnica cuando su hermana era una niña y luego también a su hermana, después de que se infiltrara en la sede de Biotechnica para robar archivos confidenciales sobre los analgésicos. Conoció a Bill Mitchel en una comisaría y se enamoraron, hasta que él le propuso matrimonio y aceptaron casarse, aunque no inicialmente.

## Entorno
El entorno está inspirado en las obras de autores como William Gibson (autor de Neuromante) y Philip K. Dick, cuya novela ¿Sueñan los androides con ovejas eléctricas? y la posterior adaptación cinematográfica de Blade Runner influyeron mucho en el creador, Mike Pondsmith, en la creación del juego de rol original.
Se podrá recorrer la ciudad de Night City a pie y con una amplia gama de vehículos. Cyberpunk 2077 hará gala de una gran verticalidad. El videojuego ofrecerá exploración a nivel de suelo y dado que es una ciudad con muchas alturas y edificios, CD Projekt RED no perdió la oportunidad de presentar una jugabilidad vertical y con mucha pasión por las alturas.

### Distritos
- City Center: Orgullo de la ciudad, allí se encontrará el corazón de la urbe y las grandes sedes de las corporaciones y sus carteles de brillante neón. CD Projekt destaca que será una zona lujosa, llena de locales con glamour y tiendas no aptas para todos los bolsillos.
- Watson: Es un antiguo distrito industrial, donde el dinero se mezcla con crimen. Watson está dominada por una corporación venida a menos, con inmigrantes y personas de diferente procedencia, que buscan en sus bazares y tiendas la forma de salir adelante.
- Westbrook: Es un pequeño parque temático para los aficionados a Japón y su estilo de vida. Según el equipo polaco, es una zona en la que los aficionados a trabajar y jugar duro, se encontrarán muy cómodos.
- Barrio latino de Heywood: Es un distrito residencial y suburbano enorme, con problemas raciales y de choques de culturas. Está controlado por las pandillas, y al parecer, será muy peligroso.
- Pacifica: Separado de la ciudad, este pueblo gigantesco está abandonado y es el lugar donde operan los grupos criminales más duros de Night City. Un sitio en el que la pobreza campa a sus anchas.
- Santo Domingo: En Night City se consume mucha luz y electricidad, y se necesita una pequeña ciudad industrial para alimentarla. Con enormes plantas de energía y decenas de fábricas, no es un bonito lugar para pasear, por sí el corazón indispensable para la urbe que ofrecerá el videojuego.

### Pandillas
Siendo compuestas comúnmente por delincuentes de varios tipos, las pandillas de Night City gobiernan ilegalmente a través de amenazas y violencia, vendiendo drogas, armas de fuego y otros materiales controlados. Aunque las pandillas guerrean consigo mismas y con los demás, no respetan la autoridad y pueden ser difíciles de limpiar por completo. Aunque no existe una política estándar cuando se trata de pandillas, debido a su diversidad y naturaleza cambiante con pocas constantes, la fuerza letal es aceptable si la actividad de las pandillas aumenta a niveles inaceptables, debido a los mayores riesgos para la vida y la seguridad pública si se salen de control. Sin embargo, los estándares generales son permitir que las pandillas operen hasta que se conviertan en problemas, a fin de crear un flujo constante de datos para la aplicación de la ley a pie de calle, lo que hace que la vida en la ciudad sea más segura.
- Maelstrom: Pandilla que controla los distritos de Watson y el Distrito Industrial de Northside (NID). Se pueden ser reconocidos fácilmente por sus máscaras frontales intimidantes y sus implantes ópticos hostiles, lo que no solo indica su afiliación a pandillas, sino también su fetichización del software cibernético y la modificación cibernética.

- Las Mox: Son relativamente pequeños, no territoriales y están compuestos en su mayoría por trabajadores sexuales, anarquistas, punks y minorías sexuales. Formados en 2067 con el interés de la autodefensa mutua, su nombre proviene del antiguo término de la jerga "moxie", que denota su determinación de enfrentarse a sus opresores. Uno de sus emblemas es "Moxes" escrito con caligrafía.

- Garras de Tygre: Pandilla territorial japonesa despiadada que operan en Japantown. Son una de las pandillas más grandes de Night City y emplean métodos de sindicatos del crimen asiáticos como los yakuza o las tríadas. La pandilla es predominantemente asiática y su objetivo principal es mantener el control sobre su propio territorio y, ocasionalmente, anexar los negocios de otras pandillas. Los soldados de infantería Tygre son fácilmente reconocibles por sus tatuajes luminosos asiáticos, motocicletas de calle veloces, katanas y tantos.

- Calle 6: Pandilla territorial que opera en los distritos de Heywood y Santo Domingo, fundados por veteranos de la Cuarta Guerra Corporativa tras estar cansados de la impotencia del Departamento de Policía de Night City. Estaba destinada a servir y proteger a la comunidad de Vista del Rey y desde hoy su interpretación de la ley y de "llevar justicia a la ciudad" es cuestionable y egoísta. Desde ese entonces, han renunciado a su objetivo original de servir a la confianza del público y no son diferentes a cualquier otra pandilla que abusa de su poder y posición en las comunidades locales. Regularmente obligan a las pequeñas empresas del vecindario a pagar tributos y "dinero de protección", y se sabe que participan en actividades delictivas absolutas, como el robo de vehículos, la fabricación y distribución de drogas ilícitas y el asesinato.

- Valentinos: Son uno de los cárteles más grandes de Night City y están sujetos a un fuerte código moral y tradiciones centenarias del dios católico y la protección de los suyos. Esta protección no cubre a ningún grupo étnico o religioso, simplemente a los que surgieron en Heywood junto a ellos. Los Valentinos controlan franjas de áreas predominantemente latinas de Heywood, tratan valores como el honor, la justicia y la hermandad con una seriedad mortal.

- Hijos del Vudú: Pandilla enigmática del distrito de Pacífica, formada por netrunners dedicados a descubrir los secretos de la Red y detrás de Blackwall. También son edgerunners: rompen todas las reglas que hay que romper y programan virus que pueden congelar las redes neuronales. En contraste con su iteración anterior, los Hijos del Vudú parecen ser una pandilla haitiana que está muy involucrada con la gran comunidad haitiana en Pacífica que se asentó en el distrito en la década de 2060, después de que un desastre natural diezmara su país de origen.

- Animales: Una de las pandillas más agresivas de refuerzo de peleas callejeras en el oeste de Pacífica que pone énfasis en el poder físico por encima de todo. Evitan el ciberware tradicional, por lo que se mejoran con implantes que mejoran el combate cuerpo a cuerpo y usan ultratestosterona, suplementos animales y una droga similar a un esteroide conocida como "el jugo", que aumenta la fuerza y la velocidad del usuario, pero causa problemas de riesgo.

- Charrateros: Pandilla independiente que se encuentran en algunas partes de Night City. Son despiadados y se preocupan poco por los demás a su alrededor, pero conocidos por secuestrar personas desprevenidas y recolectar por la fuerza su software cibernético para venderlas en el mercado negro. Se dice que tienen conexión con la Unión Soviética (los miembros hablan ruso, tienen algunos graffitis rusos y escuchan música rusa) y son reconocidos por sus chándales, ciberware soviético y tatuajes criminales.

- Aldecaldos: Grupo de nómadas fundado en la década de 1990 por Juan Aldecaldo, un migrante procedente de México. Actualmente, son uno de los nómadas que habitan en los Badlands y tienen una larga historia de conflictos frecuentes con el grupo nómada Raffen Shiv que se hacen llamar los Espectros. Realizan campamentos temporales en el desierto pero nunca como un solo grupo simultáneamente. Sus caravanas operan en los Estados Libres de la Costa Oeste, donde transportan pasajeros y mercancías a través de las fronteras estatales en grandes convoyes bien vigilados. El ciberware y otros equipos utilizados por la pandilla incluyen potenciadores de reflejos y automóviles y motocicletas muy modificados.

### Corporaciones
Las corporaciones (o megacorporaciones) son empresas transnacionales gigantes que dominan el mundo de Night City. Pueden variar desde simples corporaciones de medios hasta empresas de seguridad a nivel mundial, lo único que deben recordar es que matarán a cualquiera que se interponga en su camino. Los cuerpos de este mundo a menudo son vistos como naciones soberanas de sí mismas y usan su poder para cambiar el mundo que los rodea.
- Arasaka Corporation: La megacorporación mundial más antigua y una empresa líder global en seguridad corporativa, bancaria y manufactura. Actualmente es conocida como un gigante armamentístico que ha estado involucrado en conflictos militares de todos los continentes. Debido a los últimos avances tecnológicos y al aparentemente ilimitado capital de la compañía, Arasaka está en posición de conseguir sus objetivos políticos a una escala enorme.

- Militech Corporation: Una megacorporación fundada a finales del siglo XX especializada en la fabricación de armas y contratación militar privada. Militech es uno de los mayores fabricantes de armas y vehículos militares del mundo, con instalaciones en todos los continentes.

- Trauma Team: Una corporación que se especializa en servicios médicos de respuesta rápida. Como franquicia paramédica premium, es una de las corporaciones más notables del siglo XXI. La empresa factura automáticamente a sus pacientes desde el momento en que reciben el pedido hasta el lugar de recuperación. La corporación médica también fabrica sus propios productos para uso del público en general.

- Kang Tao Corporation: Una corporación independiente dedicado a la fabricación de armas inicialmente originario de Taiwan (actualmente de China). Kang Tao se convirtió en un gigante de la industria entre las empresas taiwanesas. A diferencia del resto, mantuvo su independencia al no venderse a los intereses comerciales japoneses y fabricó armas que se distribuyeron por Asia y llegaron a Estados Unidos.

- Biotechnica: Una corporación pequeña que se desempeña en crear el triticum vulgaris megasuavis, un género de trigo que se refina para obtener el alcohol/combustible de grano sintético CHOOH2. Biotechnica otorga licencias de derechos de uso de sus plantas genéticamente modificadas a compañías petroquímicas.

- Zetatech: Una corporación que se desempeña diseño de software, hardware informático y wetware. Desde 2045, ha diversificado su gama de productos, también invirtiendo fuertemente en la investigación y fabricación de aviónica para convertirse en uno de los principales actores del sector del transporte. Sus aviones de combate aerodinos y sus drones de seguridad, combate y servicios públicos son actualmente sus productos más reconocibles, utilizados ampliamente por todas las megacorporaciones.

- Kiroshi Opticals: Una corporación originada en la prefectura de Nagano que se especializa en software cibernético. Es ampliamente considerado como el principal experto en la producción de ciberware óptico.

- Cytech: Una firma de tecnología y biotecnología especializada en implantes y prótesis cibernéticas. Se considera como la más famosa por la gran calidad de sus productos con soluciones patentadas y desarrolladas en los laboratorios internos.

- Kenshiri-Adachi Armaments / Kendachi: Una conocida corporación dedicada a las monoarmas fabricadas en la órbita terrestre baja. Sus orígenes se remontan al siglo XVI cuando la familia Kenshiri se consolidó como un clan de herreros, hasta que se fusionó con la empresa Adachi en el siglo XXI.

- RCS (Revere Courier Services): Una corporación de mensajería que opera en todos los continentes y ofrece servicios de transporte para clientes comerciales e individuales.

- NCART (Night City Area Rapid Transit): Una corporación pública que proporciona servicios ferroviarios de levitación magnética (maglev) en toda el área metropolitana de la ciudad. En 2068, fue comprada por Night Corp después de un incidente en el que atacantes desconocidos liberaron gas venenoso en las estaciones de metro de Night City, lo que provocó disturbios prolongados y la quiebra de esta empresa. Nueve años después, se había hecho conocida por sus viajes rápidos, su disponibilidad económica y conveniente, y también su fácil accesibilidad, tanto en toda Night City como para el ciudadano promedio.

### Justicia y ley
La ley se organiza en gran medida en torno a los departamentos de policía locales, y la policía estatal ofrece servicios más amplios. Agencias federales como la Inteligencia Militar y las Divisiones de Investigación Criminal han reemplazado los servicios del extinto FBI. El Departamento de Justicia supervisa el sistema judicial federal, entre otras agencias. Como complemento a las fuerzas policiales locales, existen escuadrones de policía corporativa fuertemente blindados que pueden contratarse y alquilarse para patrullar determinadas zonas de una ciudad.
Los ciberescuadrones son comunes en la mayoría de los departamentos de policía urbanos. Su propósito es hacer frente a las amenazas públicas resultantes de la ciberpsicosis y están armados con las mejores armaduras, equipos y vehículos. La mayoría lleva armas que van desde el alcance del cañón ligero hacia arriba y por naturaleza no son personas muy agradables. El ciberaumento es tan común y extendido en estos escuadrones que al combatir fuego con fuego, muchos oficiales terminan al borde de la ciberpsicosis. También se sabe que existen escuadrones psicópatas de seguridad militar y corporativa.
- NCPD (Departamento de Policía de Night City / Policía de Night City): Un cuerpo policíaco y agencia federal de la ley (respaldado por las corporaciones) que vela por la seguridad pública de Night City. Es una organización con fondos, equipo y personal insuficientes donde cada oficial arriesga su vida todos los días para mantener la paz en la ciudad.

- NetWatch: Un cuerpo policíaco cibernético y una organización mundial originario del Reino Unido dedicado a la vigilancia de la Red. Su objetivo inicial era patrullar la Red para prevenir actividades ilegales, pero después de DataKrash se intentó contener IA peligrosas y asegurar lo que pudo de la antigua Red. Trabaja en estrecha colaboración con corporaciones y a menudo, lucha contra netrunners rivales.

- MAX-TAC (División Táctica de Fuerza Máxima): Una división de operaciones especiales de élite de la policía de Night City que tiene como objetivo neutralizar a los ciberpsicópatas. El ciberescuadrón originalmente era independiente (antes llamado SWAT o C-SWAT), aunque tiempo después de su ampliación y cambio de nombre se reincorporó a la policía de Night City en algún momento después. Se revela que varios miembros del MAX-TAC eran exciberpsicópatas, reclutados a la fuerza tras su detención.

- FIA (Agencia Federal de Inteligencia): Una agencia gubernamental de los Nuevos Estados Unidos de América fundada en 2006 tras la disolución de la NSA (Agencia de Seguridad Nacional) y la CIA (Agencia Central de Inteligencia), ambas miembros de la extinta Banda de los Cuatro, en respuesta a sus intentos de derrocar al gobierno. La FIA recibió amplios poderes y privilegios, y un enorme presupuesto permitió reclutar un verdadero ejército de informantes secretos y equiparlos con tecnología de punta.

## Desarrollo

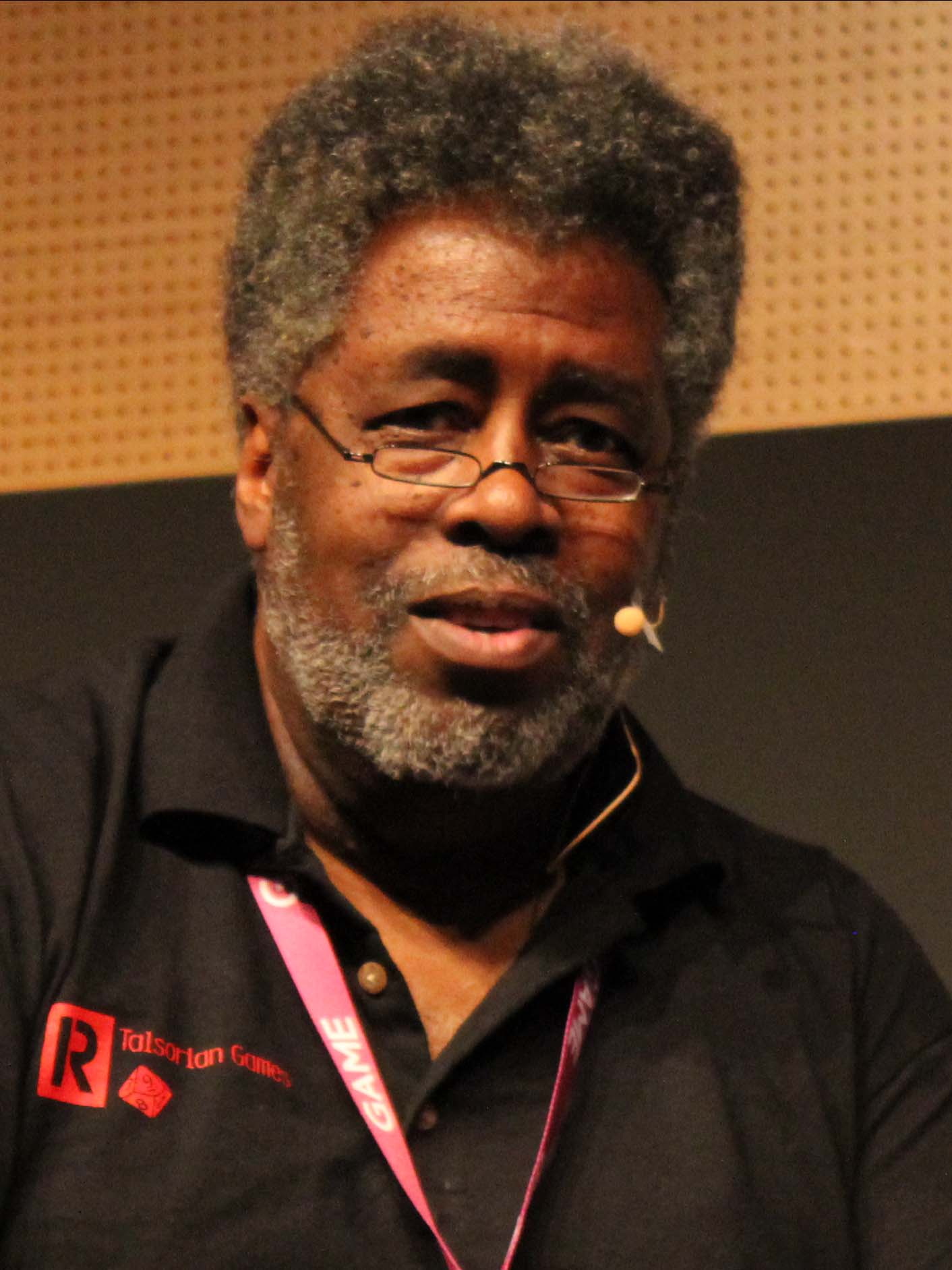
CD Projekt RED consultó a Mike Pondsmith sobre el desarrollo de la historia de Cyberpunk 2077.

El trabajo preliminar en Cyberpunk 2077 comenzó tras el lanzamiento de The Witcher 2: Assassins of Kings Enhanced Edition (2012). CD Projekt RED —el estudio de desarrollo interno de CD Projekt— se acercó a Mike Pondsmith, el escritor de Cyberpunk y fundador de R. Talsorian Games, a principios de 2012, enviándole una copia de The Witcher 2: Assassins of Kings (2011). Impresionados por el conocimiento incomparable del estudio sobre el universo Cyberpunk en ese momento, Pondsmith y CD Projekt RED llegaron a un acuerdo para licenciar la historia de Cyberpunk desde el año 2077 en adelante a CD Projekt RED, mientras que Pondsmith retuvo los derechos de los medios en el universo Cyberpunk hasta el año 2077. Para garantizar que la historia de Cyberpunk se mantuviera coherente durante el desarrollo, Pondsmith se desempeñó como consultor en Cyberpunk 2077. La experiencia de Pondsmith en Microsoft desarrollando juegos como Crimson Skies (2000) y Blood Wake (2001) y en Monolith Productions desarrollando The Matrix Online (2005), proporcionó una valiosa sabiduría a CD Projekt RED, en comparación con la indiferencia del escritor polaco Andrzej Sapkowski hacia el estudio durante el desarrollo de The Witcher (2007) y The Witcher 2: Assassins of Kings.

### Historia y escenario
El concepto de Cyberpunk 2077 fue adaptado de la serie Cyberpunk de Pondsmith. En contra del estereotipo del género ciberpunk, los conceptos explorados en Cyberpunk evocan una sensación de rebelión y fantasía al tiempo que conservan el tono sombrío del género. El protagonista de Cyberpunk 2077, en comparación con el típico arquetipo de un héroe que intenta salvar el mundo, intenta salvarse a sí mismo, desde una perspectiva oprimida y humilde. El diseñador principal de juego, Marcin Janiszewski, buscó recordar a los jugadores su conexión con el universo Cyberpunk y escribió:

"Queremos asegurarles a los fanáticos del juego de lápiz y papel que este sigue siendo el mismo Cyberpunk que conocen".

En comparación con el desarrollo de CD Projekt RED en la serie The Witcher, la diferencia horaria entre los eventos de Cyberpunk y Cyberpunk 2077 le dio al estudio más libertad para adaptar la serie, aunque intentaron mantenerse fieles a las obras originales de Pondsmith.
El videojuego, por extensión, presenta una historia alternativa, en la que Estados Unidos quedó sumido en guerras en Centroamérica en la década de 1980, socavando profundamente su poder y su economía, la Unión Soviética no logró disolverse y Japón se convirtió en una superpotencia, difundiendo su cultura lo más lejos posible (como California). Los acontecimientos de Cyberpunk 2077 tienen lugar en la ficticia Night City, una megalópolis inmersa en la cultura japonesa que se encuentra entre Los Ángeles y San Francisco. Los motivos estereotipados del ciberpunk, como el sadismo, la comercialización, la crueldad y la satisfacción, siguen siendo pilares en el panorama político del entorno. Night City, un país de las maravillas hedonista, se divide en dos clases distintas: los oprimidos, que utilizan sustancias psicodélicas y trabajadoras sexuales físicamente aumentadas como forma de escapismo, mientras que la clase corporativa de élite (conocida como "corpos") domina la sociedad y esta le proporcionó un gran éxito financiero.
El guion se escribió primero en polaco y se tradujo al inglés, una práctica estándar para los juegos de CD Projekt, según el director de misiones Mateusz Tomaszkiewicz.
V tiene la voz de Gavin Drea y Cherami Leigh para las versiones masculina y femenina de V, respectivamente. CD Projekt RED buscó un actor de voz adecuado para el papel de Johnny Silverhand y Keanu Reeves fue contactado en julio de 2018 para el papel y se destacó por su trabajo como el personaje Neo en la franquicia Matrix. La actuación de Reeves se grabó utilizando tecnología de captura de movimiento, un proceso que había utilizado anteriormente para su interpretación de Neo en The Matrix (1999). Aunque es un recién llegado al formato de videojuego, Reeves disfrutó del guion. Silverhand ocupa un lugar destacado en el juego y el cofundador de CD Projekt, Marcin Iwiński, recordó en una entrevista con Bloomberg News que el recuento de diálogos de Silverhand es superado solo por V.

### Técnica y jugabilidad
Cyberpunk 2077 se desarrolló utilizando REDengine 4, la cuarta versión del motor de juego interno de CD Projekt RED. REDengine 3, el predecesor de REDengine 4, implementó mejoras en la representación del terreno y la vegetación. Para lograr esto, las regiones se transmiten desde un mapa MIP recortado (a través de un método conocido como clipmapping) en la memoria. Se crean seis clipmaps en total; los mapas de clip de elevación, mapa de control y color se transmiten, mientras que los mapas de clip de error vertical, normal y de sombra del terreno se generan en tiempo de ejecución. Además, se utiliza una técnica conocida como teselación, donde se dividen polígonos. En particular, se utiliza la triangulación de polígonos, donde los datos se teselan en triángulos y los mapas de errores se reducen antes de la teselación de hardware. Esto evita cálculos costosos, ya que no se representan áreas grandes con altos niveles de teselación. Además, REDengine 3 emplea un enfoque radical para el texturizado; las texturas se pintan utilizando dos: una textura de fondo y una textura superpuesta. Para las pendientes, el ángulo de la pendiente se calcula y se compara con un valor umbral. La creación de una cubierta gruesa en las pendientes fue posible aumentando la textura de superposición cuando el vértice normal miraba hacia arriba; sin embargo, esto presentó complicaciones en elementos del terreno, como adoquines, donde se aplicó una distribución inadecuada. Para solucionar este problema, se agregó amortiguación junto con una mejora de la mezcla. Estas medidas crearon, en última instancia, una huella de memoria baja. Otros avances realizados por REDengine 3 incluyen animaciones refinadas, efectos volumétricos que permiten una representación avanzada de efectos de partículas, como nubes, física dinámica y un sistema avanzado de imitación de diálogo. Estas mejoras permitieron que The Witcher 3: Wild Hunt tuviera un mundo abierto más inmersivo.
Aunque Cyberpunk 2077 se desarrolló inicialmente usando REDengine 3 ya en 2013, CD Projekt RED desarrolló REDengine 4 después de enfrentar dificultades para desarrollar el juego (que usaba una perspectiva en primera persona) una desviación de la perspectiva en tercera persona que CD Projekt había tenido tras ser desarrollado para iteraciones anteriores de REDengine. REDengine 4 se desarrolló gracias a una subvención de $7 millones de dólares del gobierno polaco. Como resultado, casi todos los aspectos de REDengine fueron cambiados, incluido el editor de efectos de partículas. CD Projekt RED continuó trabajando en REDengine durante todo el ciclo de desarrollo de Cyberpunk 2077 hasta el 2017. Cyberpunk 2077 es el último juego que utiliza REDengine, ya que los juegos futuros de CD Projekt RED se desarrollarán utilizando Unreal Engine 5.
REDengine 4 implementó varios ajustes de iluminación para crear un mundo más realista, incluido el trazado de rayos acelerado por hardware a través de DirectX, iluminación global, iluminación difusa y oclusión ambiental. Estas características no están presentes en las versiones de consola del juego. Otras características incluyen renderizado basado físicamente, una mejora con respecto a REDengine 3, reflejos en el espacio de la pantalla y reflejos nítidos, aunque el personaje del jugador se omite de la estructura jerárquica del volumen delimitador generado por reflejos con trazado de rayos. Sin embargo, el personaje del jugador aparece en objetos renderizados para texturizar, como los espejos. Las mejoras a las sombras incluyen mapas de sombras en cascada, sombras del espacio de la pantalla y sombras con trazado de rayos con endurecimiento de contacto, mientras que las mejoras a la representación de personajes incluyen dispersión del subsuelo y sombreado de piel realista. Estas características introdujeron complejidad computacional, probando consolas más antiguas, como en PlayStation 4 y Xbox One. El juego utiliza la transmisión vertical de activos (o selección), una técnica de renderizado que omite objetos debajo y encima del campo de visión del jugador y esta técnica hizo ahorrar memoria.
Durante el desarrollo de Cyberpunk 2077, CD Projekt RED se asoció con varias empresas. Estas empresas incluyen el estudio Digital Scapes, con sede en Vancouver, para crear herramientas adicionales, la empresa multinacional de tecnología Nvidia para implementar el trazado de rayos en tiempo real y el desarrollador QLOC para el control de calidad. Además, la empresa de inteligencia artificial Jali Research ayudó a CD Projekt RED a implementar la sincronización de labios para las diez localizaciones mediante generación de procedimientos.
CD Projekt RED utilizó una perspectiva en primera persona para sumergir aún más al jugador en el mundo y centrarse en el motivo de la megacorporación. Para combinar perfectamente las escenas con el juego, CD Projekt RED decidió enmarcar las escenas en primera persona (incluidas las escenas de sexo), con excepciones limitadas. Sin embargo, los jugadores pueden conducir en tercera persona y el personaje del jugador es visible en áreas como espejos y cámaras de seguridad. La decisión del director del juego Adam Badowski de incluir desnudez fue planeada con tacto, ampliando las creencias transhumanistas y Badowski afirmó:

"La desnudez es importante para nosotros por una razón. Esto es ciberpunk, por lo que la gente aumenta su cuerpo. Así que el cuerpo ya no es sacro [sagrado]; es profano".

El equipo de misiones realizó varios cambios en comparación con el sistema de misiones de The Witcher 3: Wild Hunt (2015) y la lógica del juego se implementó para permitir a los jugadores realizar misiones en órdenes aparentemente aleatorios sin dejar de ser coherentes, mientras se duplicaba la filosofía de The Witcher 3: Wild Hunt de un "giro de búsqueda". Para reutilizar las historias escritas durante el desarrollo del juego, las partes no utilizadas de la historia principal se convirtieron en misiones secundarias.

### Diseño artístico
Al diseñar la megalópolis de Night City, el equipo de diseño artístico de CD Projekt RED se inspiró en múltiples fuentes. El diseñador industrial alemán Dieter Rams y el artista conceptual neofuturista estadounidense Syd Mead inspiraron al equipo, que utilizó la elegancia de Rams para yuxtaponer los barrios de clase baja de Night City y los colores vibrantes y el materialismo de Mead para crear el comportamiento de Night City, en lo que equipo llamado "kitsch" y la construcción de estos entornos llevó al equipo ocho años seguidos. Para crear una apariencia ciberpunk para la ciudad de Night City, el equipo incorporó elementos retro y futuristas; para lograr esto, el equipo observó edificios ruinosos o anticuados (aspectos de una realidad familiar) con futurismo.

"Por ejemplo, podría tener un edificio en ruinas con una vieja puerta de madera, pero a esa puerta se le podría colocar una luz LED, que podría ser parte de un sistema de seguridad de alta tecnología".
Hiroshi Sakakibara, Coordinador de Medio Ambiente de la Ciudad en CD Projekt RED, dijo durante una transmisión en vivo de Cyberpunk 2077 en el Tokyo Game Show 2020.

Una fuente clave de inspiración para el equipo fue la película Blade Runner (1982), a la que Sakakibara se refirió como la "Biblia de todo el ciberpunk". Otras fuentes de inspiración para el equipo incluyen la serie de manga y anime Ghost in the Shell y otros videojuegos como System Shock (1994) y la primera parte de Deus Ex (2000). Para diseñar los edificios en Night City, el equipo consultó con planificadores urbanos y se basó en los temas de la arquitectura brutalista. El diseño de temática amarilla del juego sirve como la antítesis del típico arte de neón. Los diseños de Marcello Gandini ayudaron a dar forma a la apariencia de muchos de los autos del juego. En el juego aparece una motocicleta similar a la de la película de manga y anime Akira, así como un automóvil inspirado en Mad Max: Fury Road (2015).
Para desarrollar la construcción del mundo en Night City, el equipo utilizó cuatro estilos visuales distintos (entropismo austero, kitsch colorido, neomilitarismo imponente y neokitsch opulento) para explicar lo que sucedió en el mundo antes de los eventos del juego. Los coches voluminosos y los edificios poco atractivos representan el entropismo, un estilo arquitectónico que surgió por necesidad. En el entropismo se valora más la practicidad que la estética. A medida que la economía se recuperó, el vibrante estilo kitsch ganó fuerza. El estilo kitsch fue contrarrestado por el neomilitarismo, un movimiento ascético donde el surgimiento de las corporaciones deshizo muchas de las decisiones estilísticas tomadas en el entropismo. Finalmente, el neokitsch incorporó los sistemas clasistas del neomilitarismo con la vitalidad del entropismo. En el neokitsch, los ricos utilizan materiales escasos como madera y mármol, para construir sus edificios y visten ropa de animales. Night City cuenta con seis distritos, cada uno con un gusto único. Pacífica, por ejemplo, era un próspero destino de vacaciones hasta que llegó una crisis económica, lo que obligó a la comunidad haitiana a formar una civilización alrededor de los edificios.
El equipo utilizó el software de composición digital Nuke para diseñar Night City. Un desafío para el equipo fue crear un sistema de iluminación global que proyectara una variedad de fuentes de luz en calles estrechas y se utilizó Nuke para hacer referencia analítica a la iluminación en REDengine con Nuke. A diferencia de la mayoría de los demás videojuegos que utilizan mapas de tonos, Cyberpunk 2077 utiliza un LUT de película clásico. Además, se utilizó Nuke para diseñar la interfaz de usuario y la pantalla de presentación del juego.

### Banda sonora
Varios artistas con licencia contribuyeron a la banda sonora de Cyberpunk 2077. El dúo de hip hop Run the Jewels, compuesto por los raperos El-P y Killer Mike, escribió "No Save Point" para la banda sonora del juego, una canción que critica vívidamente el estado socioeconómico de Night City. La canción aparece en el juego e interpretada por El-P y Killer Mike como "Yankee and the Brave", una referencia al cuarto álbum de estudio del dúo, RTJ4 (2020). Otros contribuyentes incluyen a la músico canadiense Grimes (como Lizzy Wizzy), la banda sueca Refused (como Samurai), el rapero estadounidense A$AP Rocky, la cantante inglesa Gazelle Twin (como Trash Generation), el músico estadounidense Ilan Rubin, entre otros. La canción "Mojo Hand" del dúo de hard rock, The Cold Stares, fue usada en el tráiler de presentación del videojuego, que contó con más de 100 millones de reproducciones en YouTube y cuenta con la participación del actor Keanu Reeves.
El compositor de The Witcher 3: Wild Hunt, Marcin Przybyłowicz, escribió la partitura con P. T. Adamczyk y Paul Leonard-Morgan. Crearon siete horas y media de música, personalizando recursos para cada misión. Géneros como rave, música dance inteligente e industrial tuvieron un efecto en su enfoque, infundiendo a las pistas un toque de los 90. Se emplearon sintetizadores analógicos tanto como se pudo lograr. Las estaciones de radio del juego reproducen canciones originales de numerosos artistas con licencia. Sebastian Stępień se desempeñó como escritor principal y director creativo hasta principios de 2019.

## Lanzamiento y marketing
Cyberpunk 2077 se anunció en mayo de 2012; mientras que los avances del juego se lanzaron en enero de 2013, en el E3 2018 y en el E3 2019. El juego se confirmó inicialmente para Microsoft Windows, con PlayStation 4 y Xbox One anunciadas en el E3 2018, mientras que para Stadia se anunció en agosto de 2019.
En el E3 2019, se anunció una fecha de lanzamiento inicial del 16 de abril de 2020. Esto se retrasó hasta el 17 de septiembre, luego el 19 de noviembre, y finalmente el 10 de diciembre; lo que provocó que los desarrolladores recibieran amenazas de muerte durante el último retraso. El retraso final se decidió de repente, y las discusiones comenzaron un día antes del anuncio inicial. Debido a la ley polaca, CD Projekt no pudo informar a todos los miembros del equipo de desarrollo debido a su gran tamaño; alrededor del 90% no fueron informados hasta el último minuto. El juego Everspace 2 de Rockfish Game es un acceso temprano de lanzamiento y una expansión a Path of Exile de Grinding Gear Games, programado para ser lanzado en diciembre de 2020, se retrasó hasta el mes siguiente con el fin de evitar competir con el estreno de Cyberpunk 2077.
Con el E3 2020 cancelado debido a la pandemia de COVID-19, el evento en línea Night City Wire de CD Projekt mostró avances adicionales, más jugabilidad y material de rodaje. Se anunciaron puertos de próxima generación para Xbox Series X|S y PlayStation 5 para 2021. Los propietarios de las versiones Xbox One y PlayStation 4 podrán descargar el juego gratuitamente en sus respectivos modelos de próxima generación y se anunció el lanzamiento del modo multijugador independiente retrasado después de 2021.
La edición de coleccionista consta de una caja personalizada, un libro de acero, una figura que representa una versión masculina de V, un libro de arte de tapa dura, un juego de alfileres de metal y un llavero, una guía para visitantes de Night City, parches bordados, compendio mundial, postales y mapas de Night City y pegatinas. La edición estándar también contiene el compendio, postales, mapa y pegatinas. Los elementos digitales que vienen con cada copia son la banda sonora, el folleto de arte, el libro de consulta de Cyberpunk 2020, los fondos de pantalla y el cómic Cyberpunk 2077: Your Voice. Las compras a través de la subsidiaria de CD Projekt, GOG.com, incluyen el cómic digital Cyberpunk 2077: Big City Dreams. Warner Bros. Interactive Entertainment distribuyó el juego en Norteamérica y Bandai Namco Entertainment actuó como distribuidor para veinticuatro países europeos, Australia y Nueva Zelanda. Spike Chunsoft publicó las copias físicas de PlayStation 4 en Japón.
Los Funko Pop se obtuvieron a partir del 16 de abril de 2020. The World of Cyberpunk 2077, un libro de arte de 192 páginas, fue publicado por la editorial Dark Horse Comics el 29 de julio y el 9 de septiembre, Dark Horse publicó el primer número de una serie de cómics llamada Cyberpunk 2077: Trauma Team con el escritor Cullen Bunn y el ilustrador Miguel Valderrama. CD Projekt celebró un concurso de cosplay desde junio de 2019 hasta octubre de 2020. Un juego de cartas creado junto con el editorial CMON Limited, Cyberpunk 2077 - Afterlife: The Card Game, estaba programado para 2020, pero aún no se ha lanzado, no se han hecho anuncios de actualización y el futuro del juego de cartas sigue siendo incierto. McFarlane Toys firmó un acuerdo de tres años para fabricar muñecos de acción. La consola Xbox One X con la temática del juego, que incluye una copia digital y contenido descargable, se convirtió en la última edición limitada de esa consola. Los artículos diseñados con la misma estética fueron las tarjetas de video, sillas de juego, bebidas energéticas, zapatillas de deporte, teléfonos inteligentes exclusivos de China, y periféricos. Desde mayo de 2020, la empresa de publicidad Agora Group tenía periódicos, servicios en línea y canales de radio promocionando en Polonia y sus filiales realizaban publicidad al aire libre y en salas de cine, utilizando marcas establecidas para difundir información sobre el juego. Cyberpunk: Edgerunners, una colaboración derivada de anime coproducida por CD Projekt RED y Studio Trigger, fue programada para un estreno mundial en septiembre de 2022 en la distribuidora de Netflix.
Las versiones de Cyberpunk 2077 lanzadas en Japón y China estuvieron sujetas a una reducción en la cantidad de desnudez y gore representadas para cumplir con los requisitos de las agencias de calificación y las leyes de censura. Una mina de datos del código fuente del juego realizada por hackers (piratas informáticos) en febrero de 2021 reveló que el contenido marcado para censura en China estaba etiquetado como "Winnie the Pooh", una referencia a un meme de Internet en el que se comparó al presidente de China, Xi Jinping como el personaje titular.

### Contenido descargable
Antes del anuncio de la única expansión planificada del juego, CD Projekt RED lanzó 18 DLC diferentes para el juego que agregaron cosméticos y contenido de juego adicional. Uno de los DLC lanzados incluía contenido del anime Cyberpunk: Edgerunners.

### Cyberpunk 2077: Phantom Liberty
El 6 de septiembre de 2022, CD Projekt RED confirmó que se lanzaría una expansión, titulada Cyberpunk 2077: Phantom Liberty, para Microsoft Windows, Xbox Series X|S y PlayStation 5 en 2023. Actualmente es la única expansión planificada para el juego con Reeves retomando su papel de Johnny Silverhand. El 16 de noviembre de 2022, se confirmó que Phantom Liberty será un paquete de expansión pago, similar a las expansiones Blood and Wine y Hearts of Stone del juego The Witcher 3: Wild Hunt. Se lanzó un avance durante el The Game Awards 2022 que reveló que Idris Elba se había unido al proyecto. Se reveló la fecha de lanzamiento del 26 de septiembre de 2023 para la expansión Phantom Liberty durante la presentación de Xbox de 2023 como parte del Summer Game Fest, junto con otro tráiler y un anuncio de las nuevas incorporaciones a la expansión, entre esas persecuciones de autos interactivas con combate vehicular, niveles revisados y sistemas de progresión y ciberware equipado que ahora puede enviar al personaje del jugador a un estado de "ciberpsicosis".
El 5 de diciembre de 2022, CD Projekt RED confirmó que se lanzará una edición de "Juego del año" de Cyberpunk 2077 después de Phantom Liberty; ambos están programados para un lanzamiento en 2023. El presidente de CD Projekt RED, Adam Kiciński, comentó que "es el orden natural de las cosas", y mencionó que después de que su título anterior The Witcher 3: Wild Hunt recibiera las expansiones de la historia Blood and Wine y Hearts of Stone, la firma lanzó una edición de "Juego del año" del título, que combina todos los DLC lanzados y espera que suceda lo mismo con Cyberpunk 2077.

## Recepción

### Versión preliminar
El juego fue muy esperado antes de su lanzamiento. Ganó más de cien premios en el E3 2018, incluyendo Mejor juego, Mejor juego de Xbox One, Mejor juego de PC, Mejor juego de rol, y People's Choice en IGN, Mejor Role-Playing Game and Game of the Show en Game Informer, Mejor del E3 en PC Gamer y Game of the Show en GamesRadar+. El segundo tráiler fue considerado uno de los mejores de la exposición, y aunque el escritor William Gibson, a quien se le atribuye ser el pionero del subgénero ciberpunk, lo describió como un "Grand Theft Auto desollado con un retro-futuro genérico de los 80". Gibson respondió más tarde de manera más positiva a la primera demostración de juego. La perspectiva de primera persona, en contraste con el videojuego en tercera persona The Witcher 3: Wild Hunt, fue objeto de críticas. Cyberpunk 2077 fue el juego más discutido del E3 2019, donde recibió premios a lo Mejor de E3 en GamesRadar+, PC Gamer, Rock, Paper, Shotgun y Ars Technica. También recibió otros premios como Mejor juego, People's Choice, Mejor juego de PS4, Mejor juego de Xbox One, Mejor juego de PC y Mejor juego de rol en IGN. El tercer tráiler fue elogiado con énfasis en la revelación de Reeves.
Liana Ruppert, periodista de Game Informer que tiene epilepsia fotosensible, experimentó un ataque de gran mal mientras revisaba el juego días antes de su lanzamiento. La incautación fue provocada por la secuencia del "Braindance" del juego, que contiene luces intermitentes rojas y blancas que, según los informes, se asemejan a los patrones producidos por los dispositivos médicos utilizados para desencadenar convulsiones intencionalmente. En respuesta, CD Projekt RED hizo una declaración pública y se acercó a Ruppert. La compañía luego lanzó un parche para agregar una advertencia, y emitió un parche posterior el 11 de diciembre para reducir el riesgo de inducir síntomas epilépticos.
Antes del lanzamiento del juego, CD Projekt RED proporcionó copias de revisión de Cyberpunk a varios puntos de venta importantes. CD Projekt RED emitió términos estrictos de embargo de revisión sobre estas copias de revisión, requiriendo que los revisores firmen acuerdos de no divulgación (NDA) y solo permitiendo que las imágenes proporcionadas por la compañía se muestren en las revisiones; según Wired Magazine (que no recibió una copia del revisor), violar el NDA podría costar alrededor de $ 27,000 por violación. También surgió preocupación por el hecho de que se emitieron copias de revisión para la versión para PC del juego, lo que garantiza que todas las revisiones previas al lanzamiento estén relacionadas con la versión para PC del juego, excluidas las consolas. Como resultado, esto erosionó la confianza de algunos consumidores.

### Post-lanzamiento
La versión para PC, PlayStation 5 y Xbox Series X|S de Cyberpunk 2077 recibió "críticas generalmente favorables" de los críticos, según Metacritic. Las versiones de PlayStation 4 y Xbox One recibieron "críticas variadas u horribles".
Los críticos elogiaron la calidad de la historia, así como la profundidad y la amplitud de las misiones secundarias, la atmósfera inmersiva del mundo, la calidad visual y la frescura del entorno ciberpunk. Los sistemas del juego, como la elaboración, la mecánica de conducción y el combate, recibieron una respuesta mixta. Algunos críticos, aunque reconocieron las muchas fortalezas del juego, criticaron su descripción superficial del subgénero ciberpunk, y también describieron su descripción de temas relacionados como el anticapitalismo y el anarquismo como irónico. Con base en un artículo específico del medio Pollygon, se popularizó la idea de que el juego presentaba problemas con la representación de personas transgénero, que sentían que eran fetiches por el material del juego, pero no se les dio ningún papel significativo en la narrativa. Este artículo fue tomado como referencia por múltiples críticos que repitieron muchos de sus argumentos. Otros sectores de la crítica, como la youtuber Suzie Hunter, una mujer transgénero con experiencia pasada en el mundo de la prostitución, elogiaron la representación del colectivo, especialmente a través del personaje Claire Russell y su arco particular, que la mayoría de detractores del juego ignoraron por completo
El día del lanzamiento, el juego superó el millón de espectadores simultáneos en Twitch.

### Ventas
Cyberpunk 2077 recibió ocho millones de pedidos anticipados en todas las plataformas, de los cuales el 74% eran digitales, y recibió más pedidos anticipados que The Witcher 3: Wild Hunt; un tercio de las ventas de PC se realizaron a través de GOG.com. En China, el juego fue un éxito de ventas en Steam. CD Projekt RED ha declarado que los pedidos por adelantado digitales para el título por sí solos recuperaron el costo de producción del juego, así como el costo de marketing del juego para 2020. Según una llamada de los inversores de CD Projekt, las ventas experimentaron un descenso drástico cuatro días después del lanzamiento debido a los problemas técnicos presentes. Después del lanzamiento, las estimaciones de los analistas para las ventas durante 12 meses cayeron de 30 millones a 25,6 millones.
Dentro de las doce horas posteriores a su lanzamiento, el juego tenía más de un millón de jugadores concurrentes en Steam. La versión para PlayStation 4 vendió un estimado de 104,600 copias físicas durante su semana de debut en Japón, lo que lo convierte en el segundo juego minorista más vendido de la semana en el país. Al 20 de diciembre de 2020, el juego vendió más de 13 millones de copias en todo el mundo. Tuvo el mayor lanzamiento de juegos digitales de todos los tiempos, vendiendo 10,2 millones de unidades digitales y recaudando $ 609 millones en ventas digitales al 31 de diciembre de 2020.

### Controversia
Apenas desde su lanzamiento, el videojuego fue duramente criticado por estar mal optimizado en las consolas PlayStation 4 y Xbox One, de Sony y Microsoft respectivamente, plataformas donde presentó diversos tipos de bugs y glitches que afectan a la jugabilidad durante los tiempos de partida. Asimismo, también se castigó la pobre calidad que presentaba en las versiones de consola de octava generación, donde había severos fallos dentro del mapeado. También ha sido criticado por su pobre ejecución y realismo en el género de mundo abierto, donde peca de carecer de muchas habilidades y acciones que están presentes en otros videojuegos actuales de ese tipo de género, como Grand Theft Auto V o The Witcher 3: Wild Hunt (desarrollado por la misma compañía), con los cuales también ha sido comparado duramente.
CD Projekt desploma su valoración en bolsa el lunes 14 de diciembre de 2020 con una caída del 46% referente a gasto individual de sus acciones el día antes de que comenzaran a publicarse las reseñas de Cyberpunk 2077 (10 de diciembre). La compañía polaca alcanza así su coste mínimo de importe de los últimos seis meses. No se encontraba en un lugar tan bajo (68,34 dólares por acción) a partir de pasado mes de marzo.
Debido a múltiples de esos problemas y críticas Sony tomó la decisión, el 19 de diciembre de 2020, de retirar el videojuego de su tienda digital PlayStation Store, ofreciendo un reembolso a los jugadores que adquirieron el videojuego, al igual que Microsoft, que también ofrecía reembolsos. Regresaría a PlayStation Store el 21 de junio de 2021, advirtiendo a los jugadores de los problemas de rendimiento y recomendando jugar al título en las consolas PlayStation 4 Pro y PlayStation 5.

### Lanzamiento deCyberpunk: Edgerunners
A pesar de los numerosos problemas técnicos que prevalecieron durante su lanzamiento inicial y que afectaron las ventas del juego, Cyberpunk 2077 experimentó un aumento en el número de unidades vendidas durante el año 2022 de hasta un 18%, siendo el 94% de las ventas digitales. Esto ocurrió gracias a una gran parte del programa streaming de anime del universo compartido Cyberpunk: Edgerunners. CD Projekt RED reconoció la contribución del anime streaming afirmando:

Un aumento significativo en el monto de las ventas del grupo en el tercer trimestre de 2022 en relación con el período de referencia se debió principalmente a una buena recepción de la actualización 1.6 de Cyberpunk: Edgerunners que precedió al lanzamiento en Netflix de la serie de anime ONA del mismo nombre.

## Medios relacionados

### Anime
Una serie de anime, Cyberpunk: Edgerunners, se estrenó el 13 de septiembre de 2022 en la plataforma de Netflix. La serie sirve como precuela y tiene lugar aproximadamente un año antes de los eventos de Cyberpunk 2077.

### Novela
Una novela, Cyberpunk 2077: No Coincidence fue escrita por Rafał Kosik y publicada por la editorial Orbital Books el 8 de octubre de 2023 en idioma inglesa. Su versión en audiolibro es narrada por Cherami Leigh, la voz femenina de V. El argumento sigue a un grupo de edgerunners que han sido chantajeados por un misterioso fixer para ser partícipes en el atraco de un artefacto misterioso. Los seis integrantes deben dejar de lado sus diferencias para que sus secretos no sean revelados antes de realizar el próximo robo.

### Cómics
- Cyberpunk 2077: Trauma Team (2020). Una miniserie de cómics de cuatro partes publicada por Dark Horse Comics y el equipo creativo del escritor Cullen Bunn (Harrow County y Uncanny X-Men) y Miguel Valderrama (Giants). El cómic sigue la historia de Nadia, una miembro del Trauma Team que después de haber sobrevivido a un tiroteo en una misión de rescate fallida, acepta seguir trabajando para la empresa.

- Cyberpunk 2077: Where's Johnny? (2021). Narra la historia de Wallace, un periodista empedernido y decidido a acabar con la corporaciones corruptas de Night City en un intento de encontrar el cuerpo sin vida del legendario Johnny Silverhand.

- Cyberpunk 2077: Your Voice (2021). Fue incluido como obsequio digital al comprar el juego. Su versión impresa fue publicado el 23 de junio de 2021.

- Cyberpunk 2077: Big City Dreams (2022). Fue incluido por primera vez como un regalo digital para la versión GOG.com del juego el 10 de diciembre de 2020, mientras que su versión en formato impreso se publicó el 12 de enero de 2022 por Dark Horse Comics.

- Cyberpunk 2077: You Have My Word (2021 – 2022). Una miniserie de cómics de cuatro partes publicada por Dark Horse Comics y escrita por Bartosz Sztybor, gerente narrativo de CD Projekt RED.

- Cyberpunk 2077: Blackout (2022). Fue publicado el 1 de junio de 2022 por Dark Horse Comics y escrita por Sztybor. La trama sigue a Arturo, un técnico que decide emprender el sueño de un edgerunner.

- Cyberpunk 2077: XOXO (2023). La serie de cómics sigue la historia del amor prohibido de Screw, un miembro de los Maelstrom que se enamora perdidamente de Kali, una miembro de las Mox, mientras ambos lidian con las disputas contantes entre estas dos pandillas.

- Cyberpunk 2077: Ten of Swords (2023). Fue publicado por Dark Horse Comics y escrita por Sztybor, Łukasz Ludkowski y Alex Sutton. Es una precuela independiente de la expansión Cyberpunk 2077: Phantom Liberty. Se lanzó una edición digital el 14 de septiembre de 2023 como parte del programa Phantom Liberty Rewards, mientras que el formato impreso se lanzó como parte de la colección Secret Agent Gear en enero de 2024.

### Otros medios
"I Really Want to Stay at Your House" es una canción de la cantante británica Rosa Walton del dúo Let's Eat Grandma, escrita para el juego. Presentada en la estación de radio ficticia 98.7 Body Heat Radio, la canción fue incluida por Lakeshore Records en el álbum de la banda sonora Cyberpunk 2077: Radio, Vol. 2 (Original Soundtrack), que se lanzó el 18 de diciembre de 2020. La canción se volvería viral más tarde en 2022 después de ser utilizada en gran medida en Cyberpunk: Edgerunners y en las listas del Reino Unido en el número 68.

## Secuela
En octubre de 2022 se anunció una secuela con el nombre en código Project Orion. Será desarrollada por CD Projekt North America, que tiene estudios en Vancouver y Boston.Varios miembros del equipo central que trabajan en Cyberpunk 2077 se trasladarán a Boston para trabajar en el juego.El desarrollo de la secuela comenzará tras el lanzamiento de la expansión Phantom Liberty y se rumorea que la próxima entrega utilizará Unreal Engine 5 debido a la nueva asociación tecnológica entre Epic Games y CD Projekt RED. En junio de 2023, el director de la expansión Phantom Liberty y de la próxima secuela, Gabe Amatangelo, confirmó el uso de Unreal Engine en la secuela de Cyberpunk 2077.